# Saorge
Saorge (prononcer [saɔʁʒ] ; Sauèrge [saˈuə̥dʒ] en royasque, Savurgë en brigasque, Savurgiu en ligure, Saorj en occitan,  Saorgio en italien) est une commune française située dans le département des Alpes-Maritimes, en région Provence-Alpes-Côte d'Azur.
Partie du comté de Nice (royaume de Piémont-Sardaigne) jusqu'en 1860, Saorge est rattachée à la France à la suite du traité de Turin.
Ses habitants sont appelés les Saorgiens. Elle est voisine de Breil-sur-Roya et de Pigna dans la province d'Imperia en Italie. Le vieux village perché a la caractéristique d'avoir deux accès routiers indépendants et non reliés (sauf piétonnier).
La commune fait partie de l'association Les Plus Beaux Villages de France.

## Géographie

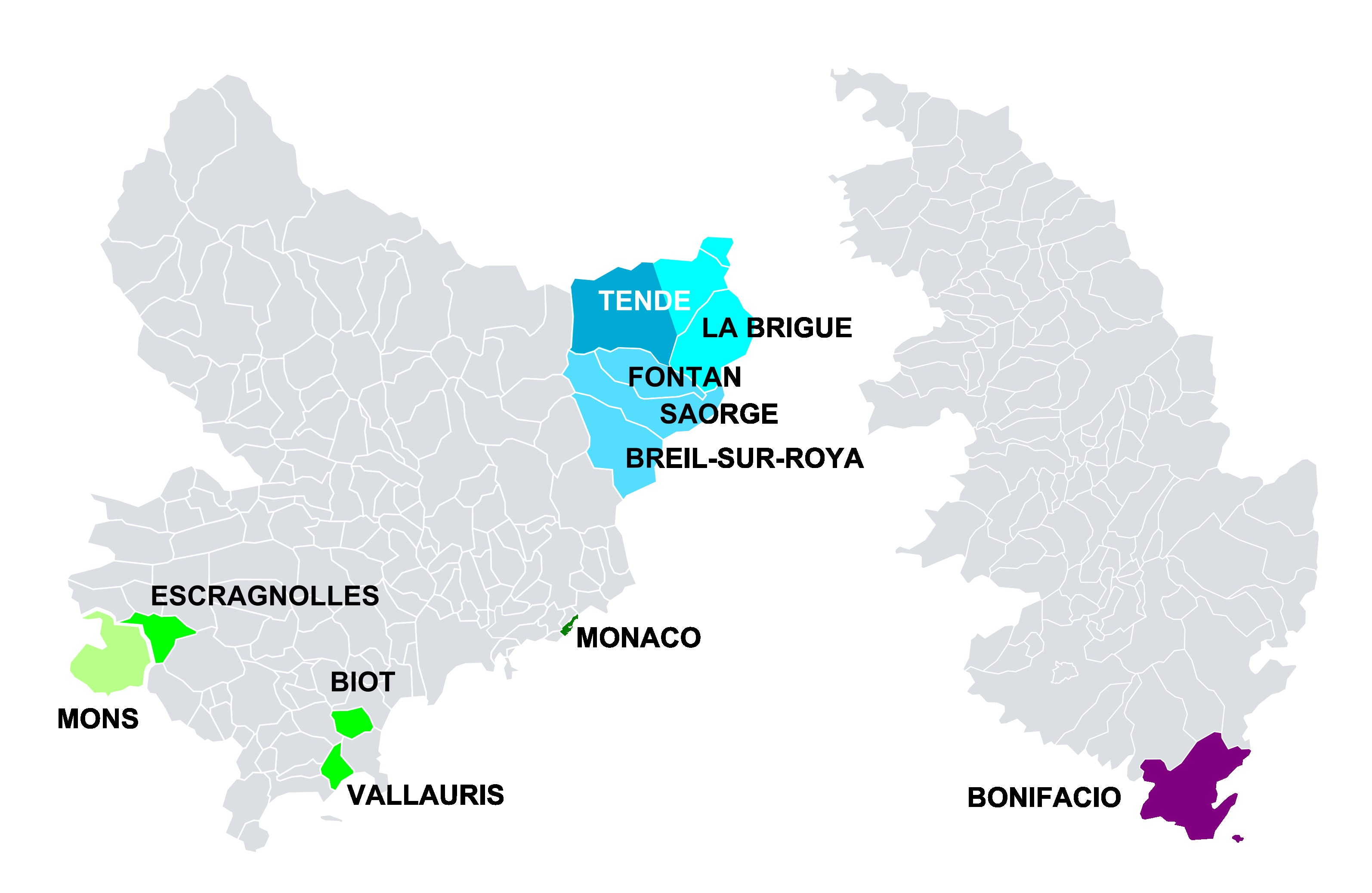
Répartition des dialectes liguriens en France (régions PACA et Corse).

### Localisation
Saorge, dans le canton de Contes, est un village perché, surplombant les gorges du fleuve de la Roya.
Dans un site sauvage, Saorge étage ses maisons agrippées aux pentes abruptes qui dominent un léger élargissement de la Roya. Les ruelles en dédale, presque toujours en escalier, souvent voûtées, sont curieuses à parcourir. Les maisons sont hautes et comprennent jusqu'à quatre ou cinq étages. Son architecture médiévale est particulièrement intacte.

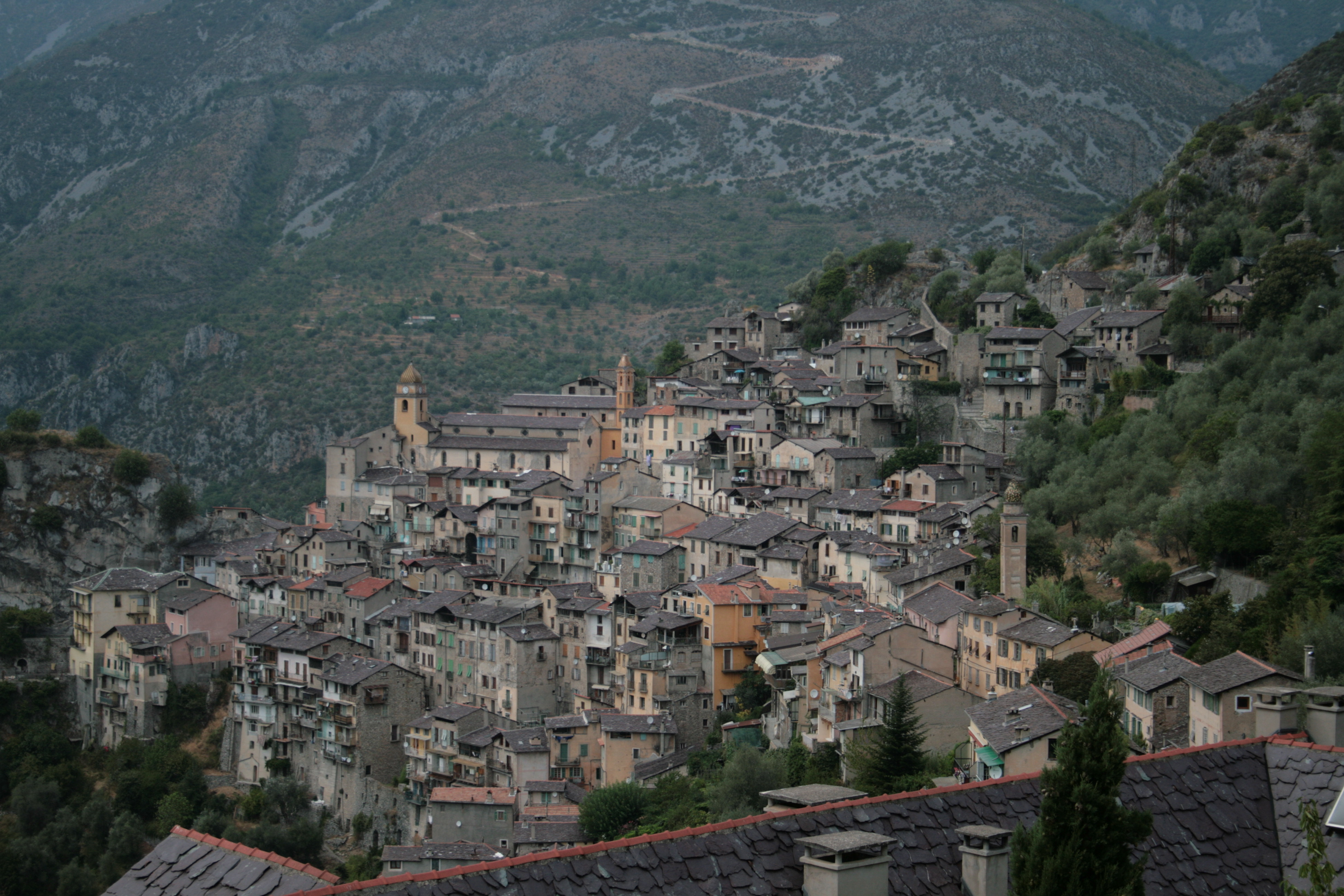
Vue sur Saorge depuis le monastère. Les trois niveaux indépendants du village sont bien repérables. .

### Géologie et relief
La commune se compose de 3,03 hectares de territoires artificialisés (0,04 %), 26,29 hectares de territoires agricoles (0,31 %) et 8 425,80 hectares de forêts et milieux semi-naturels (99,65 %).
Espaces naturels :
- Un espace protégé hors Natura 2000 :

Mercantour. Parc national, zone cœur,
Mercantour (Aire D'Adhésion).
- Quatre espaces protégés Natura 2000 :

Le Mercantour SIC,
Marguareis - La Brigue - Fontan - Saorge,
La Bendola,
Le Mercantour ZPS.
- Sept zones naturelles d'intérêt écologique, faunistique et floristique (Znieff) :

Bassin de la Roya,
Vallon et forêt de Caïros,
Gorges de la Roya,
Mercantour, de la Vallée des Merveilles à la Haute-Tinée,
L'Authion,
Vallon de la Bendola,
Mont Bégo.

### Catastrophes naturelles-Sismicité
Le 2 octobre 2020, de nombreux villages des diverses vallées des Alpes-Maritimes (Breil-sur-Roya, Fontan, Roquebillière, St-Martin-Vésubie, Tende...) sont fortement impactés par un « épisode méditerranéen » de grande ampleur. Certains hameaux sont restés inaccessibles jusqu'à plus d'une semaine après la catastrophe et l'électricité n'a été rétablie que vers le 20 octobre. L'arrêté du 7 octobre 2020 portant reconnaissance de l'état de catastrophe naturelle a identifié 55 communes, dont Saorge, au titre des « Inondations et coulées de boue du 2 au 3 octobre 2020 ».
Commune située dans une zone de sismicité 4 (sismicité moyenne),.
Le séisme du 28 février 1887 n'a provoqué l'effondrement que d'une maison et quelques dégâts.

### Hydrographie et les eaux souterraines
Cours d'eau sur la commune ou à son aval :
- fleuve la Roya,
- vallons des graus, de caïros, de la bendola
- ruisseau de durmiose, de fromagine, de gullia, de macruera, de masseret, de mairise, de bron, des conques, de pinciné
- torrent des celles.

Saorge dispose de la station d'épuration de Saorge rivière, d'une capacité de 600 Équivalent-habitants.

### Climat
Pour des articles plus généraux, voir Climat de Provence-Alpes-Côte d'Azur et Climat des Alpes-Maritimes.
En 2010, le climat de la commune est de type climat méditerranéen altéré, selon une étude du Centre national de la recherche scientifique s'appuyant sur une série de données couvrant la période 1971-2000. En 2020, Météo-France publie une typologie des climats de la France métropolitaine dans laquelle la commune est dans une zone de transition entre le climat de montagne et le climat méditerranéen et est dans la région climatique  Var, Alpes-Maritimes, caractérisée par une pluviométrie abondante en automne et en hiver (250 à 300 mm en automne), un très bon ensoleillement en été (fraction d’insolation > 75 %), un hiver doux (8 °C) et peu de brouillards. 
Pour la période 1971-2000, la température annuelle moyenne est de 12,3 °C, avec une amplitude thermique annuelle de 16,2 °C. Le cumul annuel moyen de précipitations est de 978 mm, avec 5,3 jours de précipitations en janvier et 5 jours en juillet. Pour la période 1991-2020, la température moyenne annuelle observée sur la station météorologique de Météo-France la plus proche, « Tende_sapc », sur la commune de Tende à 12 km à vol d'oiseau, est de 12,0 °C et le cumul annuel moyen de précipitations est de 1 048,1 mm. 
La température maximale relevée sur cette station est de 39,3 °C, atteinte le 28 juin 2019 ; la température minimale est de −10,2 °C, atteinte le 28 février 2018,,. 
Les paramètres climatiques de la commune ont été estimés pour le milieu du siècle (2041-2070) selon différents scénarios d'émission de gaz à effet de serre à partir des nouvelles projections climatiques de référence DRIAS-2020. Ils sont consultables sur un site dédié publié par Météo-France en novembre 2022.

### Voies de communications et transports

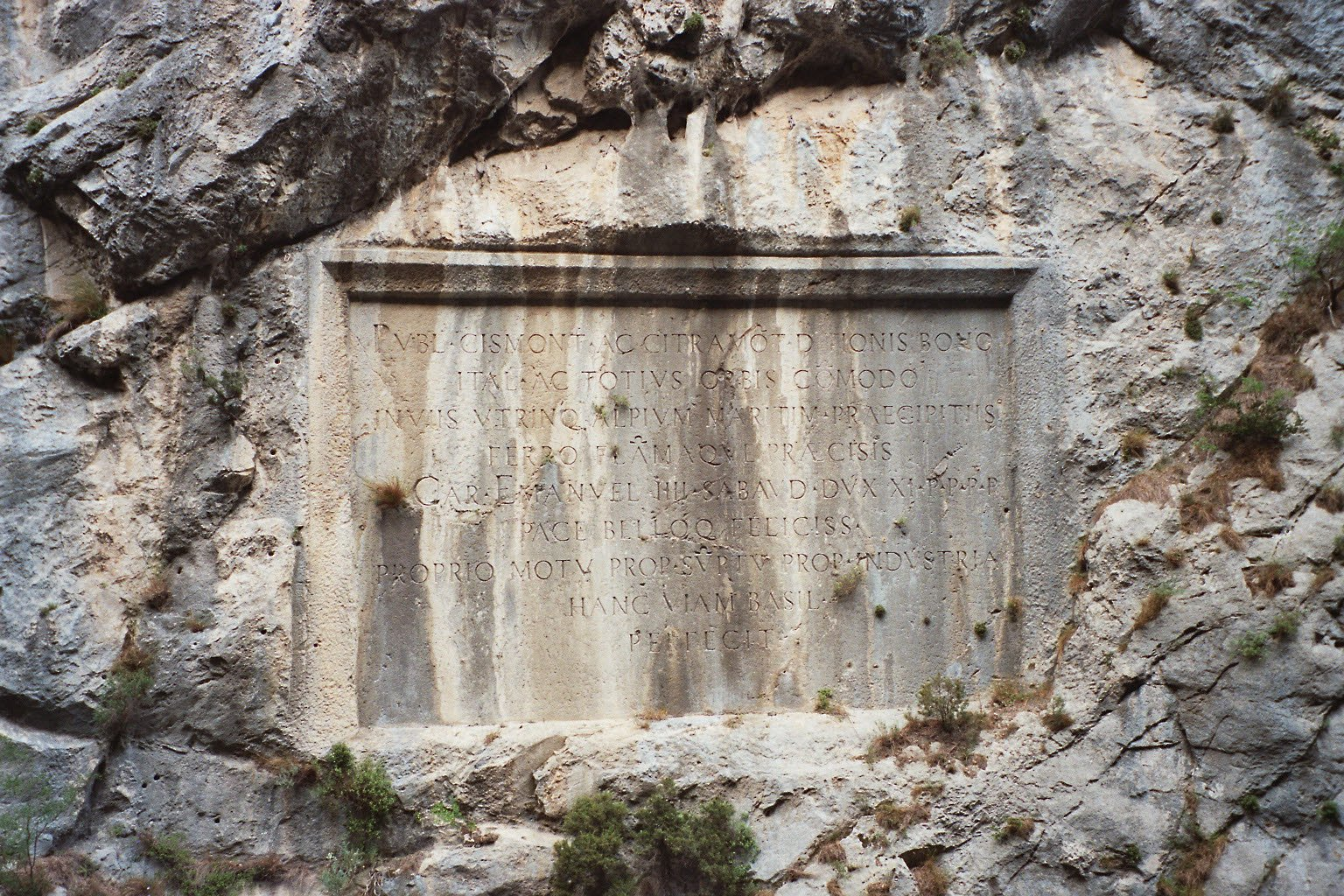
Plaque commémorant la création de la route dans les gorges de Saorge, au niveau du viaduc du chemin de fer.

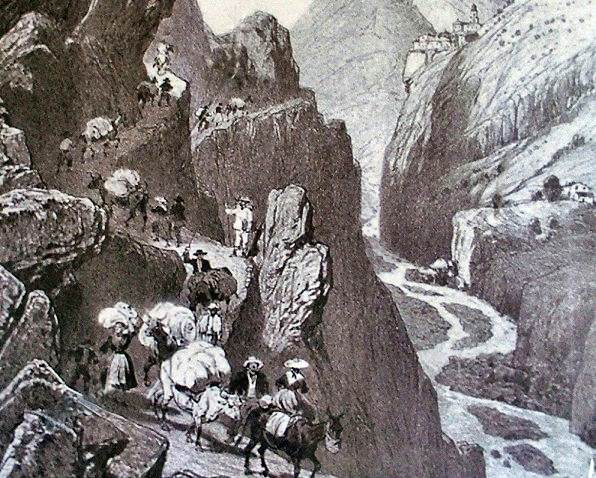
La route du sel dans la vallée de la Roya.

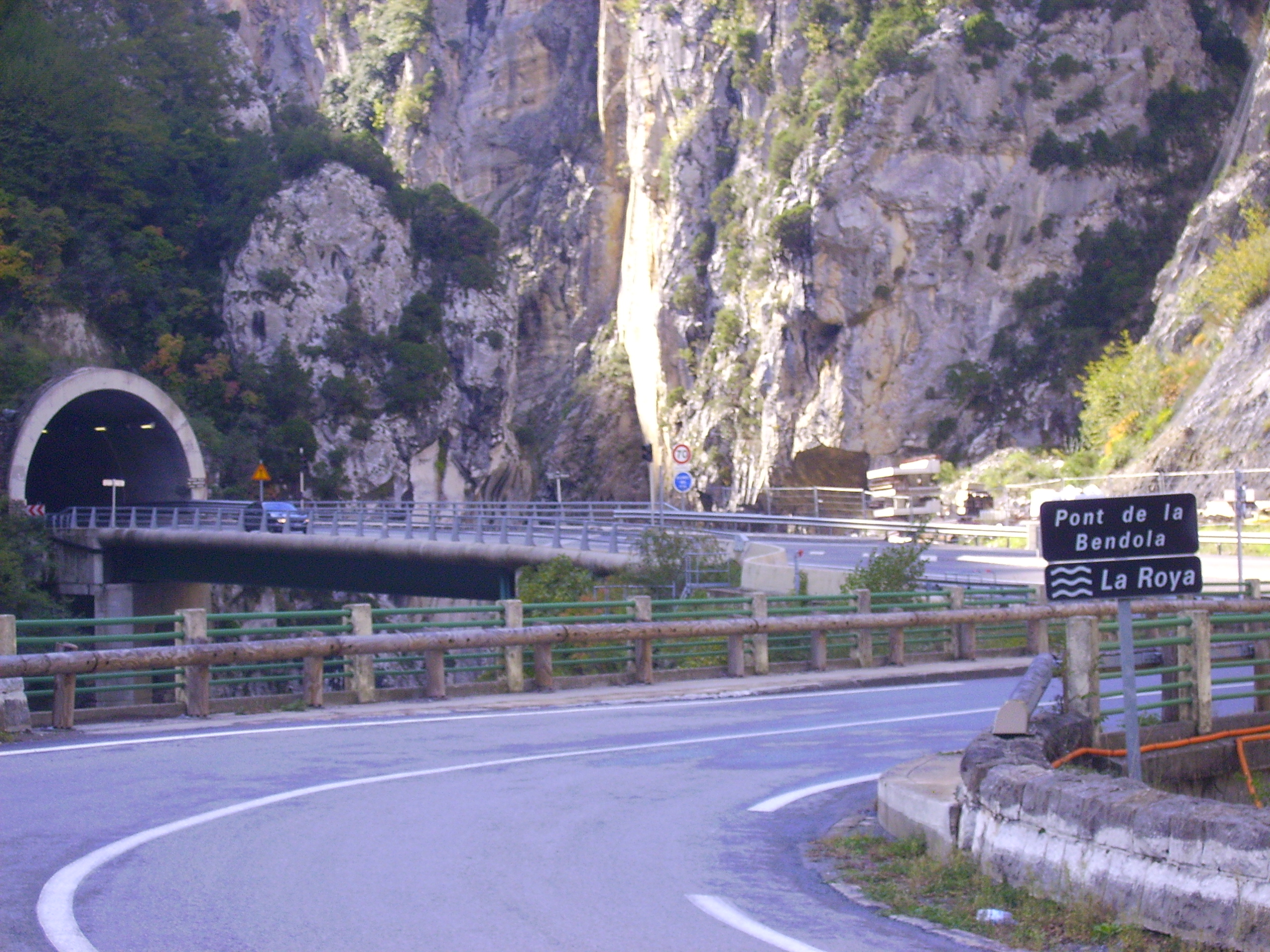
Pont et tunnel de Saorge.

#### Réseau routier
On atteint le village par deux routes non raccordées. Par l'est, il faut quitter la D 6204 (Via Europae) puis emprunter la route dite des Châtaigniers D 138, laquelle se termine au quartier dit de la Madone del Poggio. Par le nord-est, il faut aller jusqu'à Fontan et emprunter la D 38 pour rejoindre l'entrée principale au quartier Ciapagne.
La route passant par la vallée de la Roya est l'ancienne route du sel qui, partant des ports sur la Méditerranée, permettait d'alimenter le Piémont grâce à de véritables caravanes de mulets. Depuis 1388, les Terres neuves de Provence sont sous la suzeraineté des comtes de Savoie. Vintimille est contrôlée par la république de Gênes. Le comté de Tende appartient à la famille de Vintimille dont les membres déclarent qu'ils sont vassaux des comtes de Provence et font payer de lourdes taxes sur le sel pour permettre le franchissement du col de Tende. Aussi les comtes de Savoie dont les taxes sur le sel - la gabelle - sont une source importante de revenus vont construire une route parallèle à celle de la Roya, la route Pagarine, passant par la vallée de la Vésubie. C'est en 1581, quand ils ont pris possession du comté de Tende et qu'ils contrôlent la totalité de la route entre Nice et Coni passant par Sospel, que les comtes devenus ducs de Savoie font aménager la route au fond des gorges de la Roya pour accroître le transit du sel.
L'inscription de 1592, lisible en latin, peut se traduire par : 
Charles-Emmanuel Ier, XIe duc de Savoie, prince prévoyant, père de son peuple, comblé dans la paix comme dans la guerre, de sa propre science, de ses propres ressources, réalisa cette route.
Le décret du 25 mai 1780 signé par Victor-Amédée III, roi de Sardaigne, permit la réalisation d'élargissement de cette route en débloquant 2 000 000 livres. Une plaque, aujourd'hui détruite, portait l'inscription suivante en lettres de bronze relevée par l'abbé Bonifacy :
Victor-Amédée III, roi de Sardaigne, toujours plus attentif à l'intérêt public, afin de rendre plus rapide le transport des marchandises à partir des rivages de la mer, à travers les provinces subalpines, par un acte de singulière prévoyance et avec une admirable persévérance a réparé et mené à bon terme cette route ouverte autrefois par Charles-Emmanuel, pour les bêtes de somme et les voitures, il a rabaissé les cimes très près des monts, jeté des ponts, construit des murs, l'élargissant à 18 pieds pour la rendre apte à recevoir des véhicules et l'aplanissant depuis Limone jusqu'à Nice sur 45 mille pas. Fait en l'an 1784. Dessiné, exécuté par l'architecte P.A. Cappellini.
Une autre route muletière existait autrefois, mais n'est plus aujourd'hui qu'un chemin, c'était celle qui reliait Saorge à Pigna et la vallée de la Nervia par le pas de Muratone.
La route départementale 6204 passe par les gorges de Saorge. Une portion de cette route a fait l'objet d'un aménagement, pour éviter un tronçon de 2,4 km sinueux et menacé par des chutes de pierres. Deux ponts et deux tunnels neufs ont été construits. Le « tunnel de Saorge » se compose d'un tunnel sud de 647 m, ouvert en juin 2001 situé en rive gauche de la Roya, précédé et suivi de ponts sur la Roya, et d'un tunnel nord de 360 m, en rive droite de la Roya, mis en service en janvier 2005 et inauguré le mois suivant.

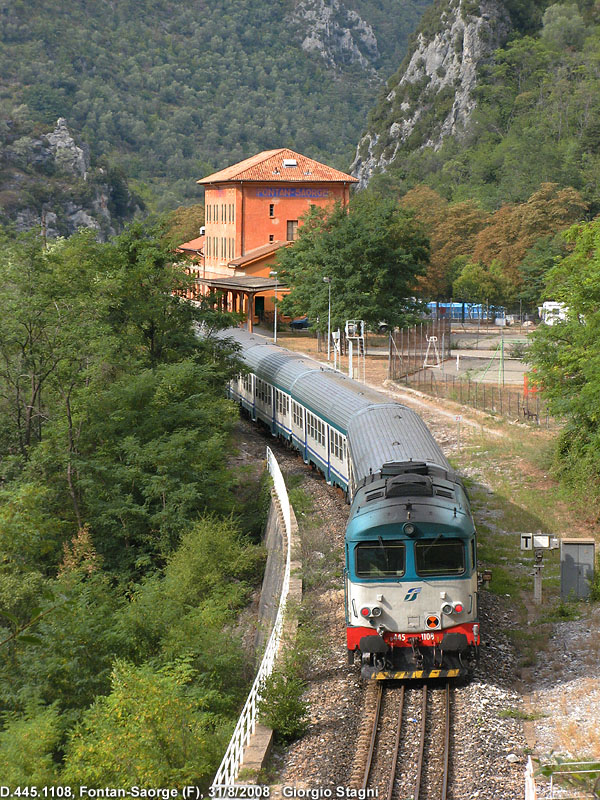
Halte ferroviaire de Fontan-Saorge.

#### Transports en commun
- Transport en Provence-Alpes-Côte d'Azur

La vallée de la Roya bénéficie d'un réseau de bus.

##### Réseau ferroviaire
La ligne de chemin de fer Nice-Coni ou Vintimille-Coni permet d'atteindre Saorge par la halte ferroviaire de Fontan-Saorge.
Les lignes ferroviaires Coni-Vintimille, d'une part, et Nice-Breil-sur-Roya, d'autre part, sont inaugurées le 30 octobre 1928. L'exploitation est assurée alors par les FS côté italien, et par le PLM du côté français.

### Communes limitrophes
| Belvédère          | Tende, Fontan                               | La Brigue, Triora ( Italie) |
| La Bollène-Vésubie | Saorge                                      | Pigna ( Italie)             |
| Breil-sur-Roya     | Breil-sur-Roya, Rocchetta Nervina ( Italie) | Pigna ( Italie)             |

## Urbanisme

### Typologie
Au 1er janvier 2024, Saorge est catégorisée commune rurale à habitat dispersé, selon la nouvelle grille communale de densité à 7 niveaux définie par l'Insee en 2022.
Elle est située hors unité urbaine et hors attraction des villes,.

### Occupation des sols
L'occupation des sols de la commune, telle qu'elle ressort de la base de données européenne d’occupation biophysique des sols Corine Land Cover (CLC), est marquée par l'importance des forêts et milieux semi-naturels (99,7 % en 2018), une proportion sensiblement équivalente à celle de 1990 (100 %). La répartition détaillée en 2018 est la suivante : 
forêts (55,2 %), milieux à végétation arbustive et/ou herbacée (41,4 %), espaces ouverts, sans ou avec peu de végétation (3 %), zones agricoles hétérogènes (0,3 %).
L'évolution de l’occupation des sols de la commune et de ses infrastructures peut être observée sur les différentes représentations cartographiques du territoire : la carte de Cassini (XVIIIe siècle), la carte d'état-major (1820-1866) et les cartes ou photos aériennes de l'IGN pour la période actuelle (1950 à aujourd'hui).

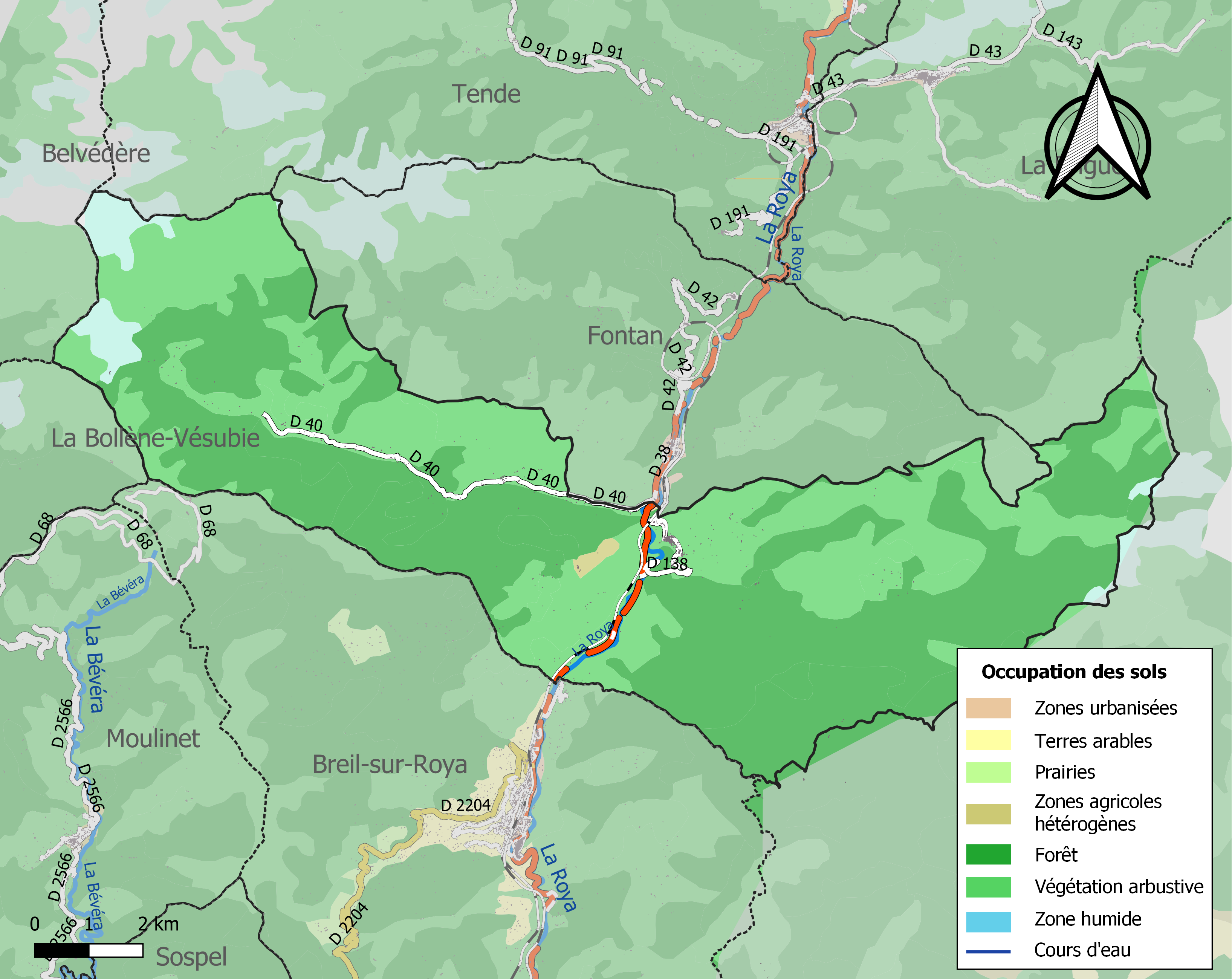
Carte de l'occupation des sols de la commune en 2018 (CLC).

## Histoire

### Langue vernaculaire
La langue vernaculaire de Saorge est le royasque, un dialecte roman intermédiaire entre occitan et nord-italien.

### Du comté de Vintimille au comté de Provence
De la présence romaine, il reste une pierre obituaire  découverte au château de Malemorte qu'il est possible de voir sur le mur sud de l'église Saint-Sauveur. Y figurent  les noms d'un édile et de membres de la tribu Falerna.
Première citation du village au Xe siècle sous le nom «  Saurcio  » et une charte de janvier 1092 cite les noms des  habitants de Saorge ayant fait donation de l'église Sainte Marie (del Poggio) à l'abbaye de Lérins.
À l'origine de son histoire, le village fait partie du comté de Vintimille. Les comtes de Vintimille gèrent alors leurs biens en indivision jusqu'à ce que la multiplication des branches rende cette pratique impossible au XIIe siècle. Vintimille est assiégée par les Génois et prise par eux. Gênes cherche à agrandir ses possessions vers l'ouest. Pour ne pas tout perdre, un membre de la famille de Vintimille, Guillaume ou Guillaumin, comte de Vintimille, seigneur de Gorbio, Tende, La Brigue, Castellar, Castillon et Saint-Agnès, échange ses terres et ses droits dans le Comté de Vintimille et le val de Lantosque contre une terre sous suzeraineté directe du comte de Provence le 13 février 1257 à Charles d'Anjou, comte de Provence par son mariage avec Béatrice de Provence.
 En mars 1258, ce sont ses cousins, Georges et Boniface de Vintimille, fils du comte Manuel qui, par le Traité de Lucéram, cèdent au comte de Provence ses droits sur Sospel, sur Breil et Saorge. L'ensemble des territoires cédés au comte de Provence ont été réunis dans la viguerie de Vintimille et du val de Lantosque dont le siège est à Sospel. Cet accord n'a pas été accepté par deux de leurs cousins Vintimille, lesquels s'installent à Tende et à La Brigue et entrent en guerre contre les Provençaux.
 L'opposition entre les comtes de Vintimille et les comtes de Provence a abouti à un accord en 1278 amenant la branche de Lascaris de Vintimille à rendre hommage au comte de Provence pour ses biens. Le village est fortifié et contrôle la vallée de la Roya.

### Des Terres Nouvelles de Provence au Comté de Nice
En 1388, à la suite de la dédition de Nice, Saorge entre dans le domaine des comtes de Savoie. La possession de Saorge a permis au comte de Savoie d'y construire des châteaux de part et d'autre de la Roya pour en verrouiller l'accès.
En 1465, un incendie détruit le village. 3 000 routiers Gascons rendus sans emploi à la suite de la paix intervenue entre le roi de France et le pape pillent le village en 1516. Le séisme du 20 juillet 1564 ruine le château et le pont de Roccatagliata, à Breil.
Le 4 avril 1553, les troupes françaises se seraient emparées du fort de Saorge avec l'aide secrète d'Anne Lascaris, comtesse de Tende, dont le fils est gouverneur de Provence, mais n'y seraient restées que huit jours.
En 1691, le fort Saint-Georges de Saorge mal entretenu ne peut arrêter l'armée du maréchal de Catinat dans sa conquête du Comté de Nice après la bataille de Staffarda. Le fort est pris le 9 juillet. Le 10 juillet, le chevalier de La Fare nommé gouverneur du Comté de Nice par Louis XIV écrit à Versailles : Le château de Saorge est fort bon par sa situation. Ce poste est de grande conséquence, parce qu'il nous rend maître du marquisat de Dolceacqua, de La Brique, de Pigne et de Tende et qu'il nous rend libre le chemin de Nice au Piémont. Saorge comme le reste du Comté de Nice est rendu au duc de Savoie à la suite du traité de Turin du 29 août 1696.
Les hostilités reprennent en 1703 avec la guerre de Succession d'Espagne. L'armée du duc de La Feuillade arrive jusqu'à Sospel en mars 1705. Après la chute de la citadelle de Nice le 4 janvier 1706, sa garnison est autorisée à se retirer à Saorge. La ville n'est pas prise et a servi de base aux attaques des troupes du duc de Savoie Victor-Amédée II.
Le fief appartient à la famille Solaro en 1700, puis aux Roffredo en 1710 qui deviennent alors comtes de Saorge.
Pendant la guerre de Succession d'Autriche, les troupes franco-espagnoles ou gallispanes occupent Nice en avril 1744 et arrivent jusqu'à Sospel. Après la défaite de Plaisance en juin 1746, les troupes franco-espagnoles doivent se replier jusqu'en Provence mais les troupes piémontaises sont arrêtées par la défense d'Antibes. Le maréchal de Belle-Isle reprend l'initiative en 1747, envahit le Comté de Nice mais l'offensive est bloquée dans la vallée de la Roya par le fort de Saorge. Un rapport français écrit en 1748 note la difficulté d'attaquer le fort de Saorge en remontant la vallée de la Roya. La paix d'Aix-la-Chapelle met fin au conflit et voit la restitution du Comté de Nice au duc de Savoie.
En 1787, le futur président des États-Unis, Thomas Jefferson passe à Saorge au cours d'un voyage entre Nice, Gênes et Turin où il visite les productions locales, rizières du Piémont et fabrication de « maccheroni ».

### De la Révolution française au Premier Empire
En 1792, l'annonce de la présence des troupes révolutionnaires françaises à Saint-Laurent-du-Var provoque une panique à Nice. L'administration du comté de Nice, le Sénat, la Trésorerie, la Magistrature, les administrations, quittent Nice pour se mettre à l'abri à Saorge. Le 18 septembre les troupes sardes quittent Nice sans combat avec les émigrés français. Des milices regroupant les habitants de Saorge, Fontan et Berghe sont créées pour combattre les troupes françaises dans le massif de l'Authion. Pour accéder à Saorge à partir de la vallée de la Vésubie il faut franchir le col de Ruas dans l'Authion et redescendre par le vallon du Cayros (ou Caïros). Deux représentants en mission demandèrent au général Brunet de lancer une attaque contre les troupes austro-sardes commandées le général Thaon de Revel en juin et juillet 1793. Les troupes françaises inexpérimentées subirent un échec coûtant 3 200 hommes. Il est rendu responsable de cet échec, condamné à mort et exécuté. Le comte Thaon de Revel attaque dans la Vésubie mais les troupes austro-sardes commandées par le maréchal de Wins sont battues à Gilette.
La défaite du maréchal autrichien de Wins à la bataille de Gilette face à Dugommier.
Lazare Carnot définit le but des opérations dans les Alpes-Maritimes devant le Comité de salut public le 30 janvier 1794 en reprenant un plan déjà envisagé pendant la guerre de Succession d'Espagne : Si donc on veut attaquer le Piémont, c'est par le département des Alpes-Maritimes en prenant d'abord Oneille, qui empêche tout secours de la part des ennemis, toute communication avec la Sardaigne, et qui nous facilite l'arrivage des subsistances pour nos armées par la rivière de Gênes. Ces motifs devront déterminer le Comité de salut public à ordonner l'attaque d'Oneille, d'où il nous sera facile ensuite d'entrer en Piémont, en prenant en revers le poste de Saorgio et mettant le siège devant Coni.
Le capitaine d'artillerie Bonaparte, nommé directement au grade de général le 6 février 1794 après la prise de Toulon, visite les avant-postes en mars, fait son rapport et propose aux représentants en mission, les conventionnels Robespierre le jeune et Ricord, au général en chef Dumerbion et à Masséna et Rusca, un mouvement tournant à partir d'Oneille pour s'emparer de la route de Fontan à Tende. L'attaque de Saorge est faite en trois directions à partir de la Méditerranée : à gauche, vers Breil-sur-Roya, au centre par la vallée de la Nervia, à droite à partir d'Oneille. Bonaparte se rend à Breil le 26 avril pour analyser la situation pour la prise de Saorge. Masséna, aidé par Rusca commande l'attaque centrale. Oneille est prise sans combat le 8 avril 1794. Le 22 avril Masséna est à Molini di Triora. Il commande d'attaquer le 27 avril les troupes austro-sardes sur la cime de Marte qui doivent céder. Les Français sont à La Brigue le 28 avril. Il amorce un mouvement tournant qui va entraîner la prise du fort de Saorge abandonné sans combat le 28 avril ou 29 avril par son commandant sarde, le baron de Saint-Amour, désobéissant aux ordres de défendre le fort tant qu'il pourra, gouverneur du fort de Saint-Georges, après un jour de siège alors qu'il avait de quoi résister pendant un an (accusé de trahison, le colonel a été fusillé à Turin). Le 8 mai les troupes françaises sont au col de Tende. Dubermion écrit au Comité de salut public : C'est au talent du général Bonaparte que je dois les savantes combinaisons qui ont assuré notre victoire. Masséna va commander la destruction des fortifications de Saorge. Il a fallu 33 jours, à partir de juillet, aux sapeurs-mineurs du capitaine Henry pour détruire le fort Saint-Georges, le château de Malemorte et les redoutes Saint-Roch, Saint-Antonin. On a fait de même à tout ce qui pouvait rappeler la croix, les nobles et les tyrans, dont la plaque rappelant les travaux de la route de la Roya faits par Victor-Amédée III. La présence de troupes de barbets commandés par des officiers sardes dans la montagne de Saorge et de Tende va conduire à des combats de harcèlement qui vont durer plusieurs années.
Le 15 août 1799, l'armée française perd la bataille de Novi. Elle recule devant les armées austro-sardes. Les Français évacuent Coni le 14 novembre. Le 7 mai 1800, les Austro-Sardes sous les ordres du général autrichien Melas pénètrent dans le Comté de Nice par le col de Tende et la route de Savone. Ils sont à Sospel le 9 et à Nice le 10 mai. Mais la contre-offensive française ramène les Français à Breil le 1er juin 1800, à Tende le 2 et à La Brigue le 3 ou le 4. Cette courte incursion austro-sarde de trois semaines dans le Comté de Nice va relancer le barbétisme qui avait diminué à la suite de l'arrêté du 1er mai 1794 offrant l'amnistie aux miliciens ou barbets à condition qu'ils rendent leurs armes et le traité de Paris du 15 mai 1796 par lequel le roi de Sardaigne reconnaît la perte du Comté de Nice. Le maire de Saorge se plaint que des bandes de barbets se trouvent autour de la ville et ravagent les campagnes environnantes. Les troupes françaises vont les chasser en causant aussi des dégâts auprès des populations locales qu'ils accusent de soutenir les barbets. Le barbétisme diminue après 1802.
Le 20 avril 1808, Pauline Borghèse s'arrête à Saorge.
Saorge fait alors partie du département des Alpes-Maritimes et le reste jusqu'à la chute de Napoléon Ier qui entraîne le retour du comté de Nice à la maison de Savoie par le traité de Paris.

### Après l'Annexion à la France
Saorge redevient française par référendum en 1860, à l'unanimité des 605 votants.
La création de la commune de Fontan en 1871 ampute celle de Saorge d'une partie de son territoire. Saorge, à l'écart de la route principale, vit sa population diminuer de 35 % en quarante ans, à l'inverse de Fontan dont la population est assez stable et profite de sa position de poste frontière et de sa situation sur la route.
Au cours de la Seconde Guerre mondiale, lors de la déclaration de guerre de l'Italie à la France, les habitants de Saorge, Fontan et Breil rejoignent Sospel à pied d'où ils sont évacués à Antibes et Cannes. Fontan, l'une des conquêtes italiennes, est rattachée au royaume d'Italie. Elle recouvre la souveraineté française le 8 septembre 1943.
Lors du débarquement franco-américain en Provence, le 15 août 1944, les villages du canton de Breil-sur-Roya (Breil, Fontan et Saorge) sont coupés du reste de la France.
En octobre 1944, quand des troupes américaines avancent vers la Roya, les habitants de Breil-sur-Roya sont déplacés vers l'Italie (Turin) le 28 octobre par les Allemands, tandis que ceux de Fontan et de Saorge les rejoindront dans leur exil le 13 décembre suivant. Une petite partie de la population civile du village est autorisée à rester sur place à condition de travailler volontairement pour les Allemands,,. La dernière offensive a commencé le 15 avril 1945 et les troupes françaises sont entrées dans Vintimille le 25 avril, 273 soldats français ont été tués et 644 blessés ou mutilés.

## Héraldique
| Blason de Saorge | Blason  | D’azur à saint Georges à cheval contourné d’argent, la cape de gueules et le casque sommé de trois plumes du même, sur une terrasse de sinople, terrassant un dragon couché de gueules (d'argent) brochant sur le tout. |
| Blason de Saorge | Détails | Le statut officiel du blason reste à déterminer. |

## Politique et administration
| Période   | Période  | Identité              | Étiquette | Qualité                            |
| --------- | -------- | --------------------- | --------- | ---------------------------------- |
| 1912      | 1925     | Joseph Daveo          |           |                                    |
| 1925      | 1938     | Claude Botton         |           |                                    |
| 1938      | 1947     | Honoré Steva          |           |                                    |
| 1947      | 1948     | Jean-Baptiste Revelli |           |                                    |
| 1948      | 1983     | Louis Degiorgi        |           |                                    |
| 1983      | 1995     | Jean-Claude Pachiaudi |           |                                    |
| 1995      | 2014     | Paul Silici           |           |                                    |
| mars 2014 | En cours | Brigitte Bresc        | DVG       | agricultrice retraitée depuis 2014 |

Aux élections européennes de 2024, Saorge est la seule commune des  des Alpes-Maritimes qui vote majoritairement pour la liste La France insoumise (LFI).

### Budget et fiscalité 2023

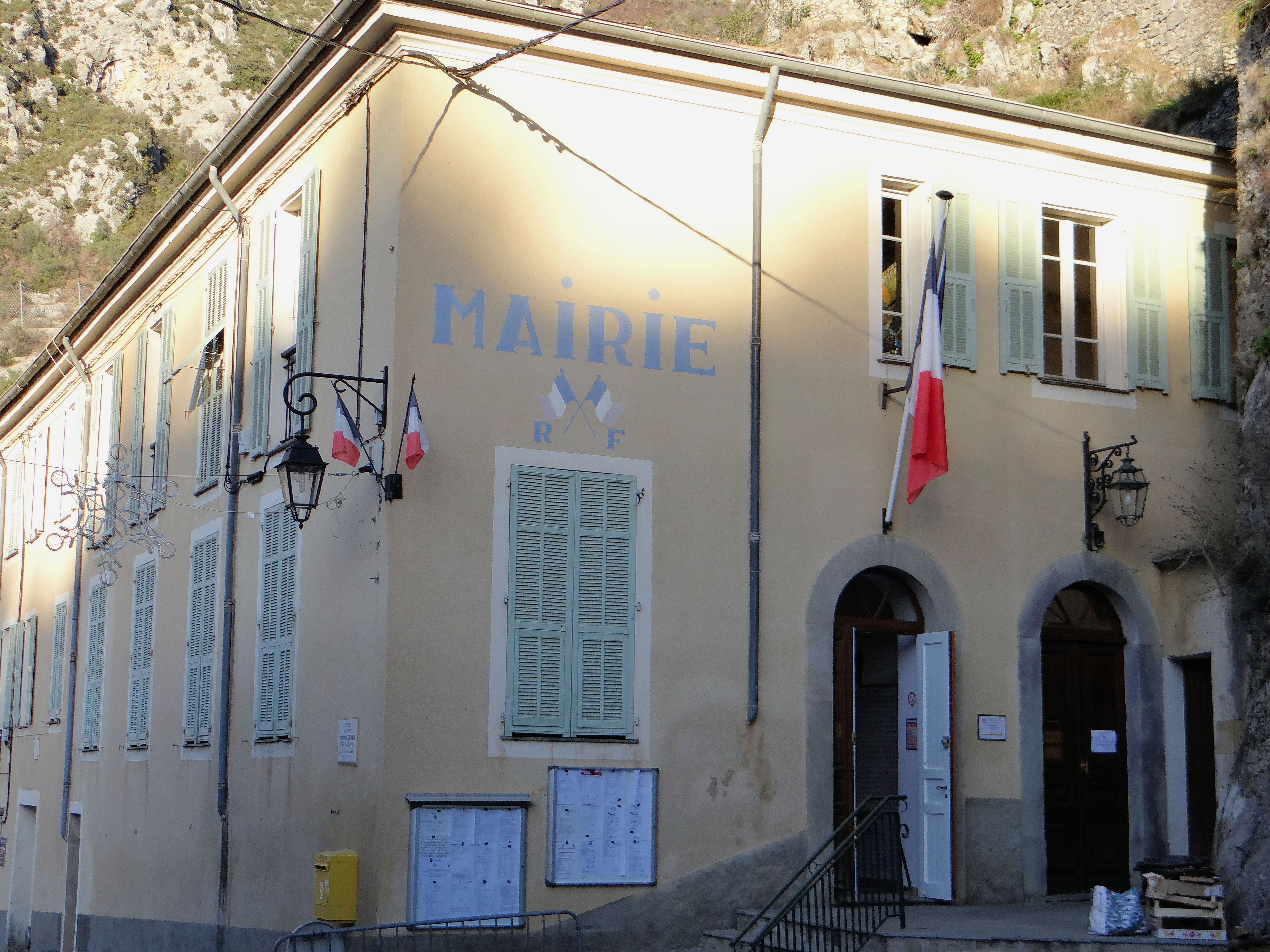
La mairie.

En 2023, le budget de la commune était constitué ainsi :
- total des produits de fonctionnement : 638 000 €, soit 1 408 € par habitant ;
- total des charges de fonctionnement : 615 000 €, soit 1 357 € par habitant ;
- total des ressources d'investissement : 839 000 €, soit 1 852 € par habitant ;
- total des emplois d'investissement : 809 000 €, soit 1 787 € par habitant ;
- endettement : 36 000 €, soit 79 € par habitant.

Avec les taux de fiscalité suivants :
- taxe d'habitation : 12,49 % ;
- taxe foncière sur les propriétés bâties : 21,69 % ;
- taxe foncière sur les propriétés non bâties : 49,86 % ;
- taxe additionnelle à la taxe foncière sur les propriétés non bâties : 0,00 % ;
- cotisation foncière des entreprises : 0,00 %.

Chiffres clés Revenus et pauvreté des ménages en 2021 : médiane en 2021 du revenu disponible, par unité de consommation : 17 390 €.

## Population et société

### Démographie

#### Évolution démographique
L'évolution du nombre d'habitants est connue à travers les recensements de la population effectués dans la commune depuis 1793. Pour les communes de moins de 10 000 habitants, une enquête de recensement portant sur toute la population est réalisée tous les cinq ans, les populations de référence des années intermédiaires étant quant à elles estimées par interpolation ou extrapolation. Pour la commune, le premier recensement exhaustif entrant dans le cadre du nouveau dispositif a été réalisé en 2006.

En 2022, la commune comptait 432 habitants, en évolution de −6,29 % par rapport à 2016 (Alpes-Maritimes : +2,85 %, France hors Mayotte : +2,11 %).
| 1793  | 1800  | 1806  | 1822  | 1838  | 1848  | 1858  | 1861  | 1866  |
| ----- | ----- | ----- | ----- | ----- | ----- | ----- | ----- | ----- |
| 3 100 | 1 720 | 1 954 | 2 197 | 2 689 | 3 037 | 2 685 | 3 356 | 3 180 |

| 1872  | 1876  | 1881  | 1886  | 1891  | 1896  | 1901  | 1906  | 1911 |
| ----- | ----- | ----- | ----- | ----- | ----- | ----- | ----- | ---- |
| 1 692 | 1 514 | 1 528 | 1 521 | 1 319 | 1 214 | 1 094 | 1 089 | 954  |

| 1921 | 1926 | 1931 | 1936 | 1946 | 1954 | 1962 | 1968 | 1975 |
| ---- | ---- | ---- | ---- | ---- | ---- | ---- | ---- | ---- |
| 988  | 658  | 631  | 558  | 460  | 588  | 520  | 508  | 330  |

| 1982 | 1990 | 1999 | 2006 | 2011 | 2016 | 2021 | 2022 | - |
| ---- | ---- | ---- | ---- | ---- | ---- | ---- | ---- | - |
| 322  | 362  | 396  | 431  | 446  | 461  | 440  | 432  | - |

### Enseignement
Établissements d'enseignements :
- Écoles maternelles[59] et primaires[60],
- collèges à Breil-sur-Roya, Tende,

### Santé
Professionnels et établissements de santé :
- Médecins à Breil-sur-Roya,
- Pharmacies à Breil-sur-Roya, Tende, Sospel,
- Hôpitaux à Breil-sur-Roya, Tende, Sospel.

### Cultes
- Culte catholique, Paroisse Notre-Dame de la Roya, Diocèse de Nice[62].

## Économie

### Ressources
Cette région sauvage a pour principales ressources des usines hydro-électriques et des exploitations forestières.

### Tourisme - Loisirs
- Randonnée
- Dans les gorges de la Roya : pêche (truite fario), kayak, canyonisme et autres sports d'eaux vives.
- Saorge est une étape, avec visite du village, du train touristique appelé « Train des Merveilles », sur la ligne de Tende. Son itinéraire va de Nice à Tende par Breil-sur-Roya, point de départ vers la Vallée des Merveilles.
- Saorge est un point important de la « Route du Baroque et des orgues historiques de la Vallée de la Roya ». Les orgues de l'église paroissiale Saint-Claude-Martyr de Saorge sont une réalisation des frères Lingiardi en 1847[63] Une démonstration de cet instrument de facture italienne est organisée dans le cadre d'une visite commentée du village.

### Agriculture
Saorge fait partie de l'aire de production de l'« olive de Nice », qui est une appellation d'origine contrôlée.

## Lieux et monuments

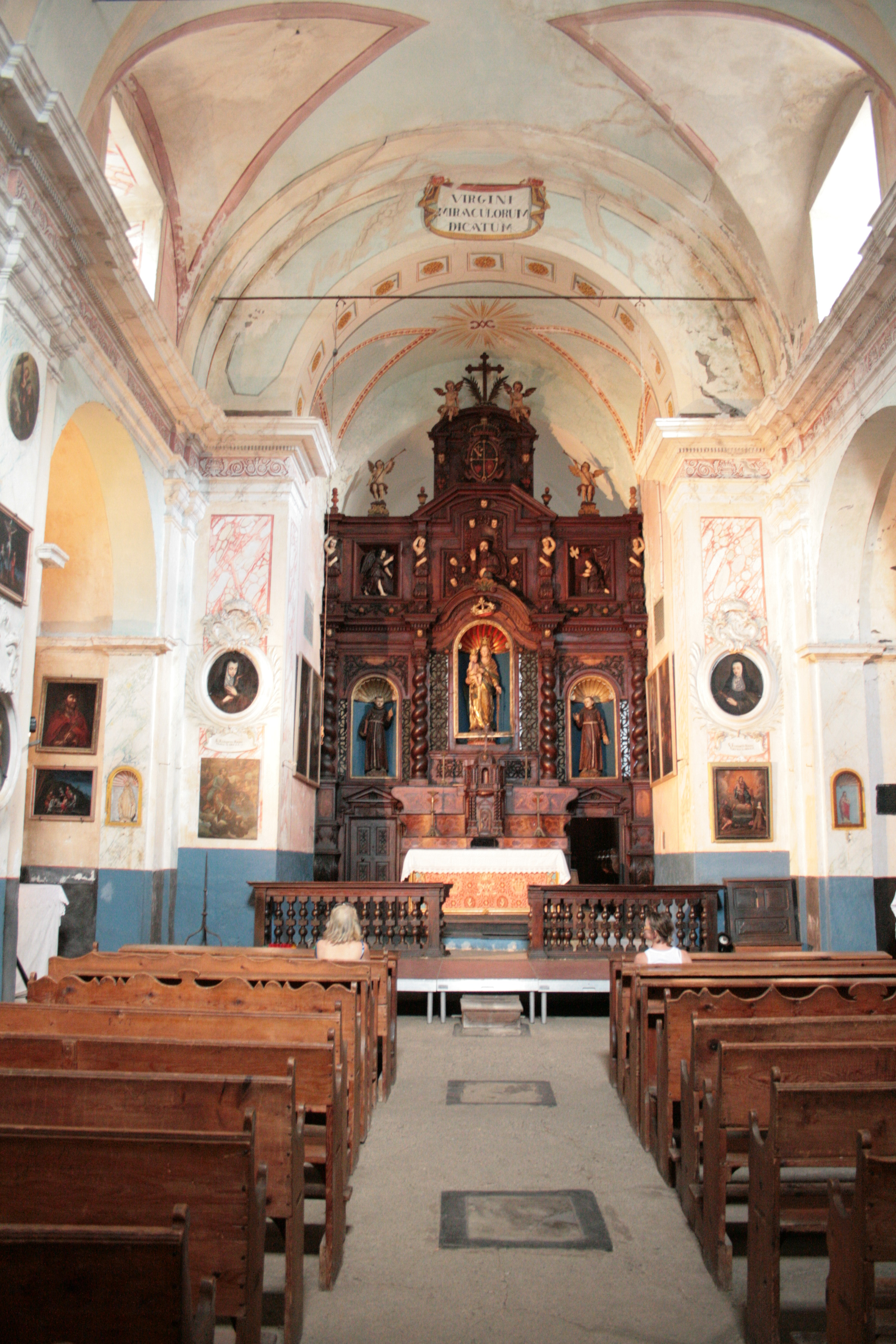
L'église du monastère.
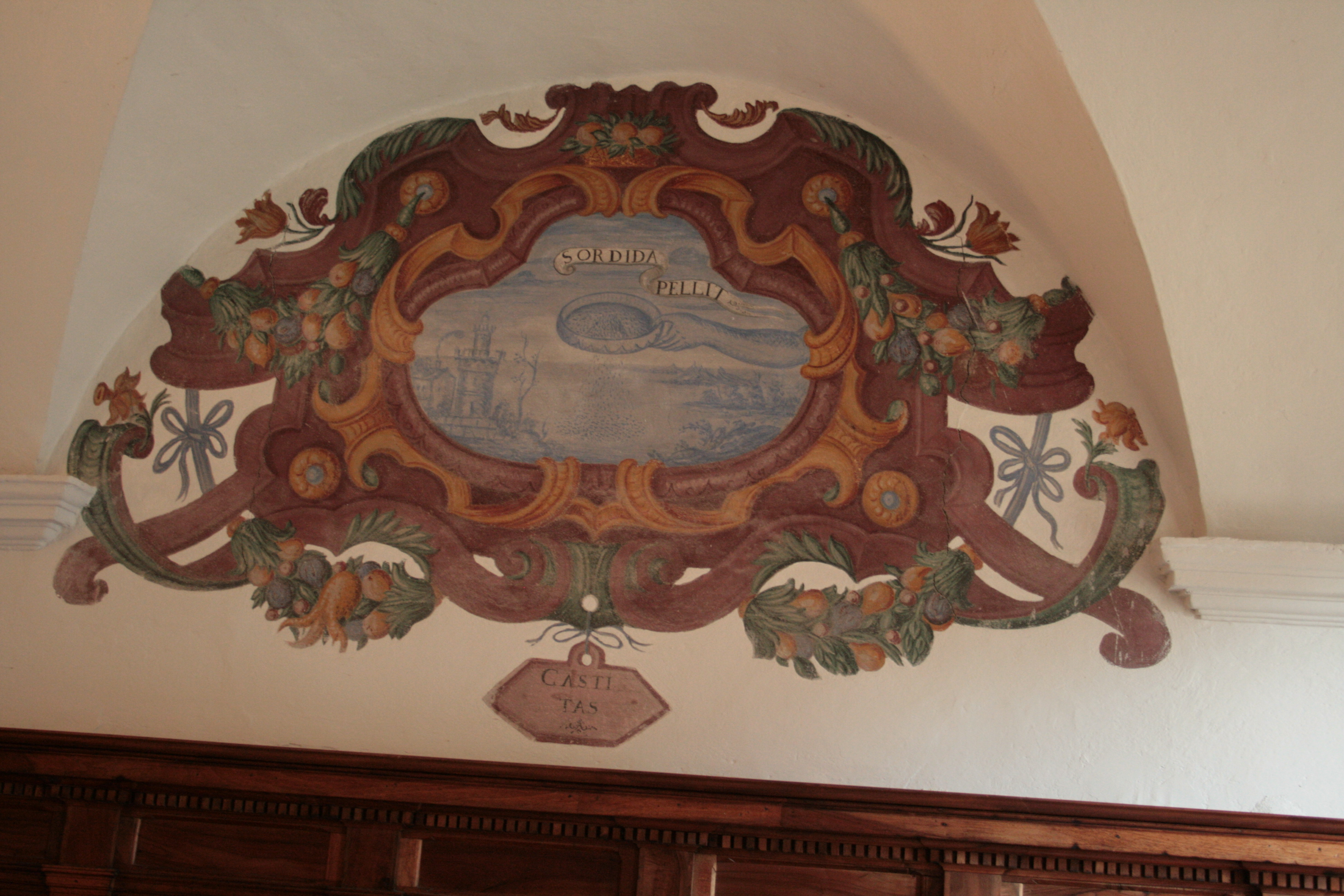
Fresques du réfectoire. Allégorie de la chasteté.
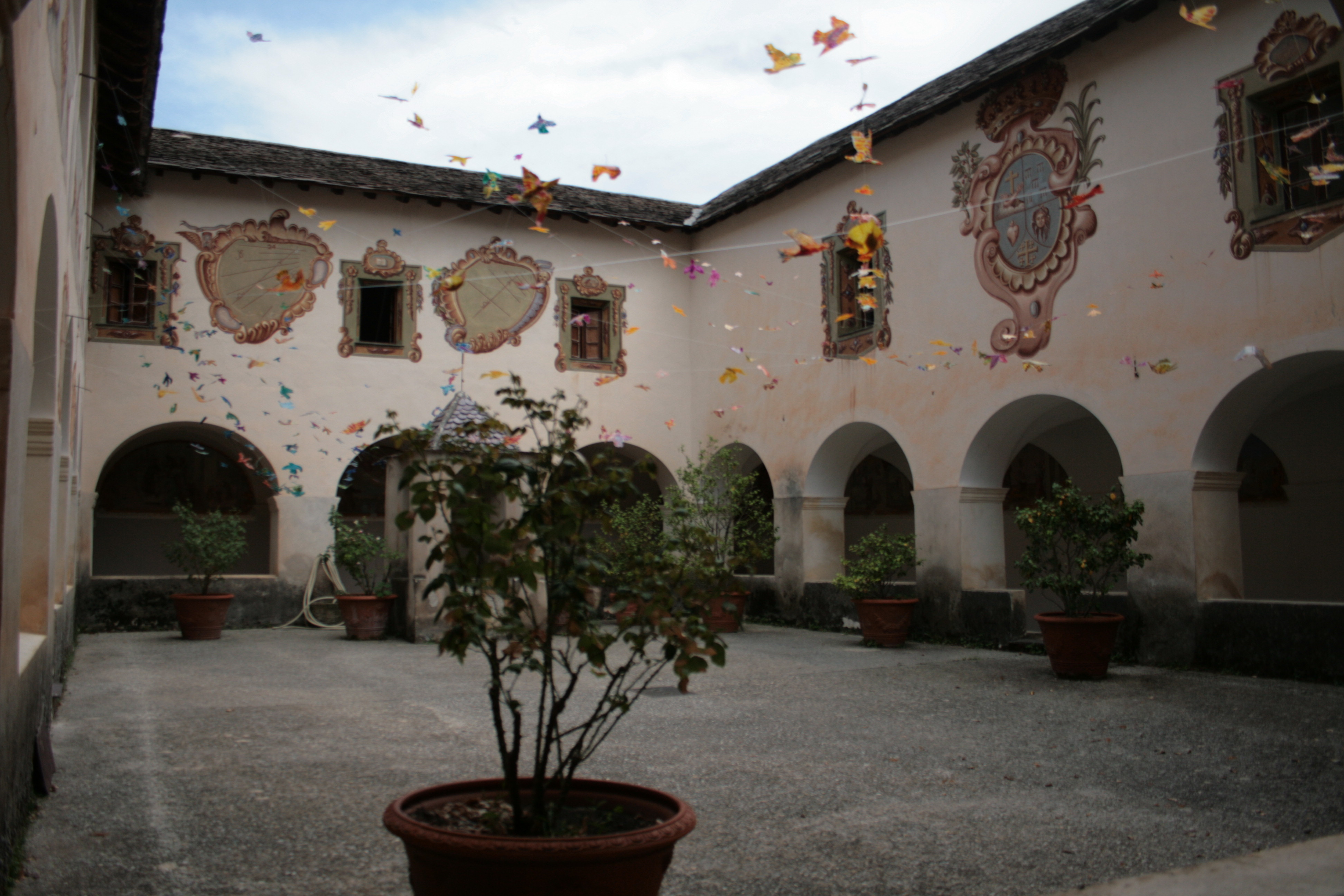
Le cloître.
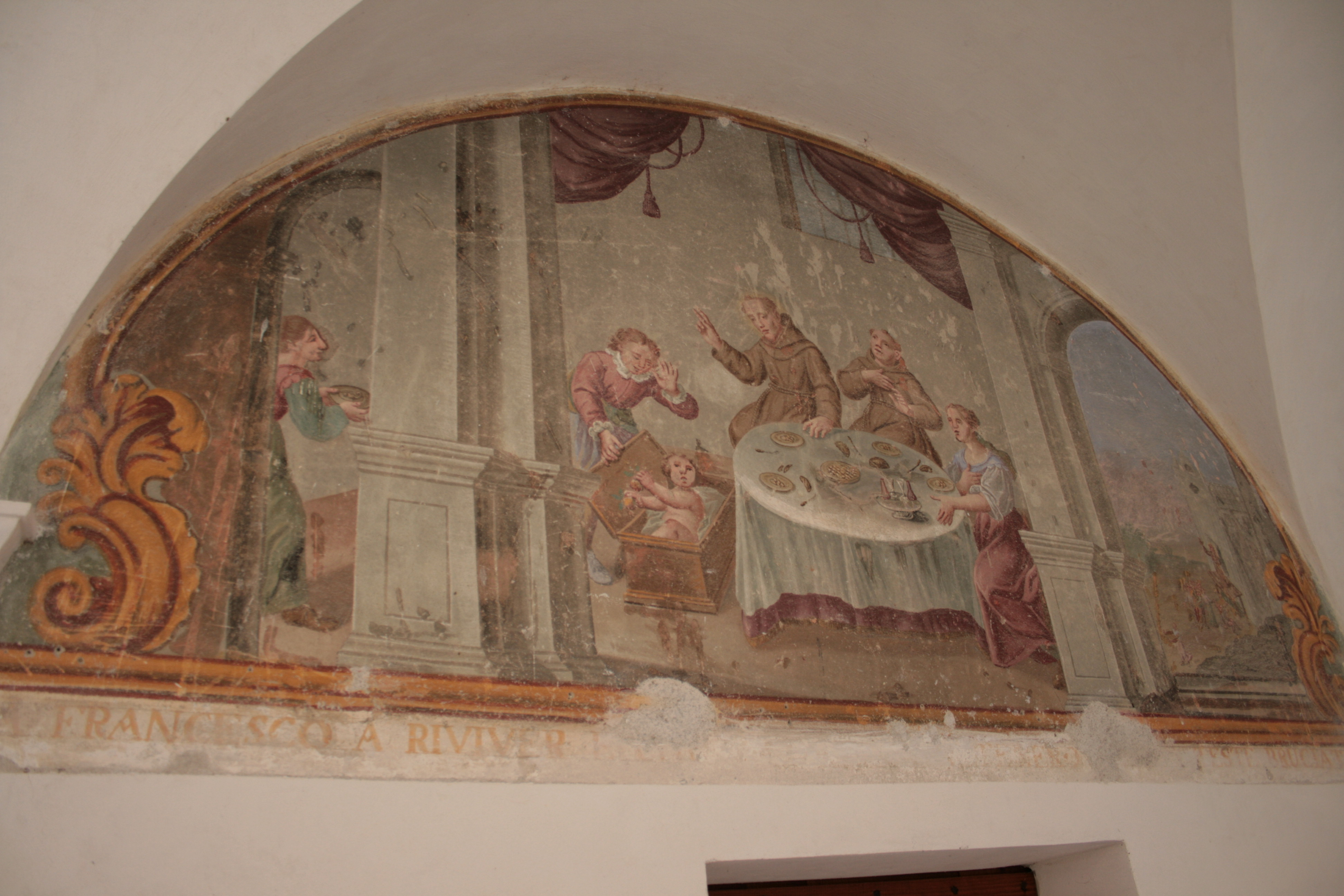
Fresques intérieures du cloître, vers 1760. Miracle de saint François.

Patrimoine religieux :
- Le Monastère de Saorge, ancien Couvent[64] des Franciscains[65] : le couvent Notre-Dame-des-Miracles a été fondé en 1633 par les Franciscains Observantins Réformés ou « Récollets ». Sa construction a été terminée vers 1660 et l'église en 1681 grâce à un don de la commune. Il est situé en haut du village dans un bel environnement d'oliviers, il est classé monument historique. L'église, de style baroque italien, possède un porche surmonté de balustres et un clocher à bulbe couvert de tuiles polychromes.

Le couvent a accueilli en 1710 le cardinal Giuseppe Archinto, archevêque de Milan et légat du pape. Le couvent et l'église ont reçu une décoration baroque aux XVIIe et XVIIIe siècles. On remarquera particulièrement les fresques étonnantes et naïves décorant les lunettes des arcades du cloître, dues à un frère peintre de la fin du XVIIIe siècle. En 1794, les moines quittèrent leur couvent qui fut alors occupé par les soldats français puis servit d'hôpital communal. Il est ensuite rendu aux Franciscains en 1824 qui restaurèrent l'église et le couvent. Les moines quittent le couvent en 1903 après la loi sur les congrégations. Le bâtiment servit alors de colonie de vacances puis a été occupé par les soldats italiens puis allemands pendant la Seconde Guerre mondiale. Le couvent a été acheté par l'État en 1961. Il est alors restauré. Les Franciscains réoccupèrent le bâtiment entre 1969 et 1988. Il est depuis géré par le Centre des monuments nationaux et accueille des retraites d'écriture.
- La Chapelle Sainte-Marie del Poggio[66],[67],[68] (XIe) a été remise à l'abbaye de Lérins, en 1092, par les habitants du bourg de Saorge. Elle est construite dans le style roman et est complétée par un haut clocher de six étages de facture lombarde édifié par la communauté saorgienne en 1511. L’intérieur est riche de fresques et retables du XVe siècle attribués à Giovanni Baleison. Elle est la propriété d’une famille, et classée aux monuments historiques.
- L'église Saint-Sauveur[69] : l'église[70] a été reconstruite après l'incendie du village en juillet 1465, à la fin du XVe siècle. Elle est composée de trois nefs, séparées par des colonnes à chapiteaux corinthiens dorés. Elle est revoûtée en 1717, et restaurée en 1718. Outre ses retables, on remarque un beau tabernacle Renaissance en marbre blanc de 1539, une Vierge en bois doré avec baldaquin (1708), des fonts baptismaux du XVe siècle, surmontés d'un petit tableau peint en 1532 par un notable saorgien, et enfin, un primitif du XVIe siècle sur l'autel de l'Annonciation. Les chapiteaux ont été dorés en 1903.

L'église possédait un orgue en 1739, mais elle en commande un autre en 1844 aux frères Lingiardi, facteurs d'orgue à Pavie. Terminé en 1847, il réutilise l'ancien buffet d'orgue. Il a été restauré en 1978-1979 par Philippe Hartmann qui lui a conservé sa structure originale,,.
- La chapelle Saint-Roch[74] à l'entrée du village. Vauban avait détruit en 1693 la chapelle Saint-Roch qui se trouvait à l'aval du bourg pour construire une redoute. Il a fait construire celle qui subsiste.
- La chapelle Saint-Jacques, ancienne chapelle des Pénitents Blancs[75]. On y accède par un escalier situé à droite de l'église Saint-Sauveur.

Le cadran solaire.
- La chapelle Saint-Sébastien[77], ancienne chapelle des Pénitents Rouges[78], sur la place Georges-Clemenceau)[79].
- La chapelle Saint-Claude, ancienne chapelle des Pénitents Noirs[80], rue Périssol[81].
- La chapelle Notre-Dame-des-Grâces du hameau de Maurion[82] dans la vallée du Cayros (ou Caïros), un affluent de la Roya. La chapelle a été édifiée en 1631 à la suite d'une épidémie de peste.
- La chapelle Sainte-Claire à l'extrémité du vallon de Cayros, au pied du massif de l'Authion. La chapelle sert de limite au parc du Mercantour. La route se poursuit par un sentier permettant d'accéder au col de Sain-Véran (1 836 m) et au col de Raus (1 999 m). De là, il est possible d'aller vers la vallée de la Vésubie à l'ouest, aux forts de l'Authion au sud ou à la vallée des Merveilles au nord.
- La chapelle Sainte-Anne au hameau de Casto, sur l'ancien chemin menant à Pigna par le pas de Muratone (1 157 m) (frontière entre la France et l'Italie).

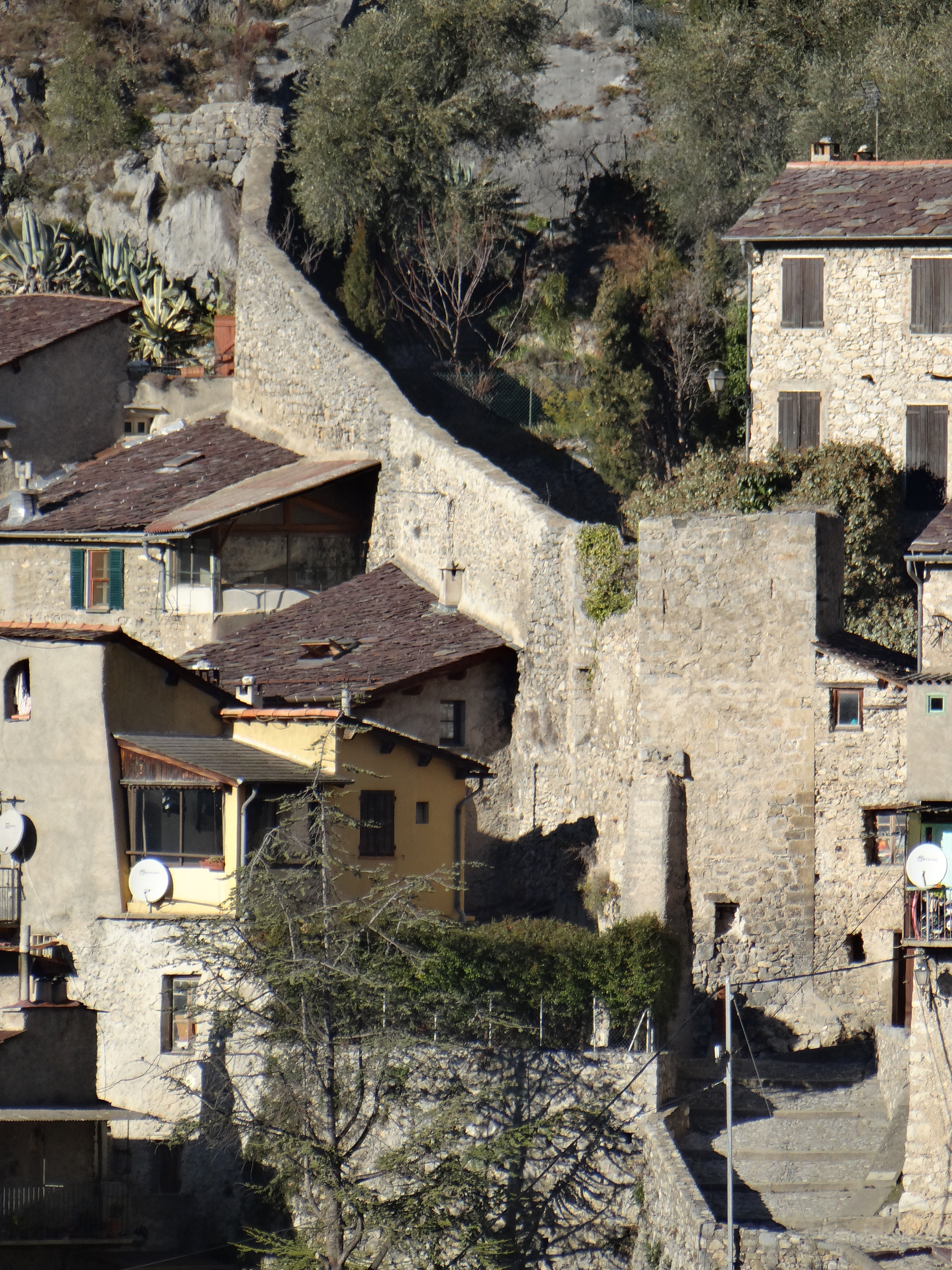
Vestige des remparts.
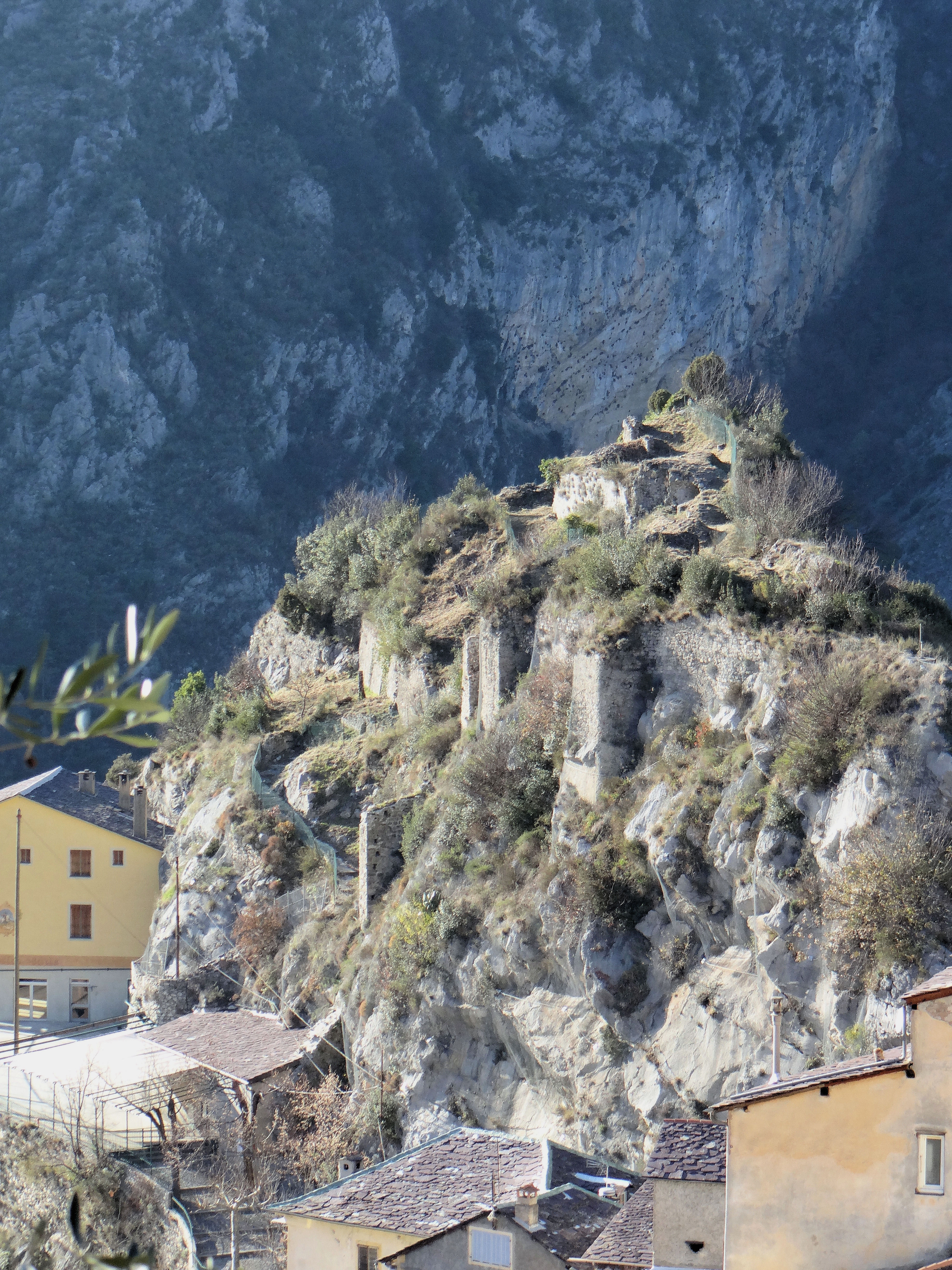
Ruines du château Saint-Georges.
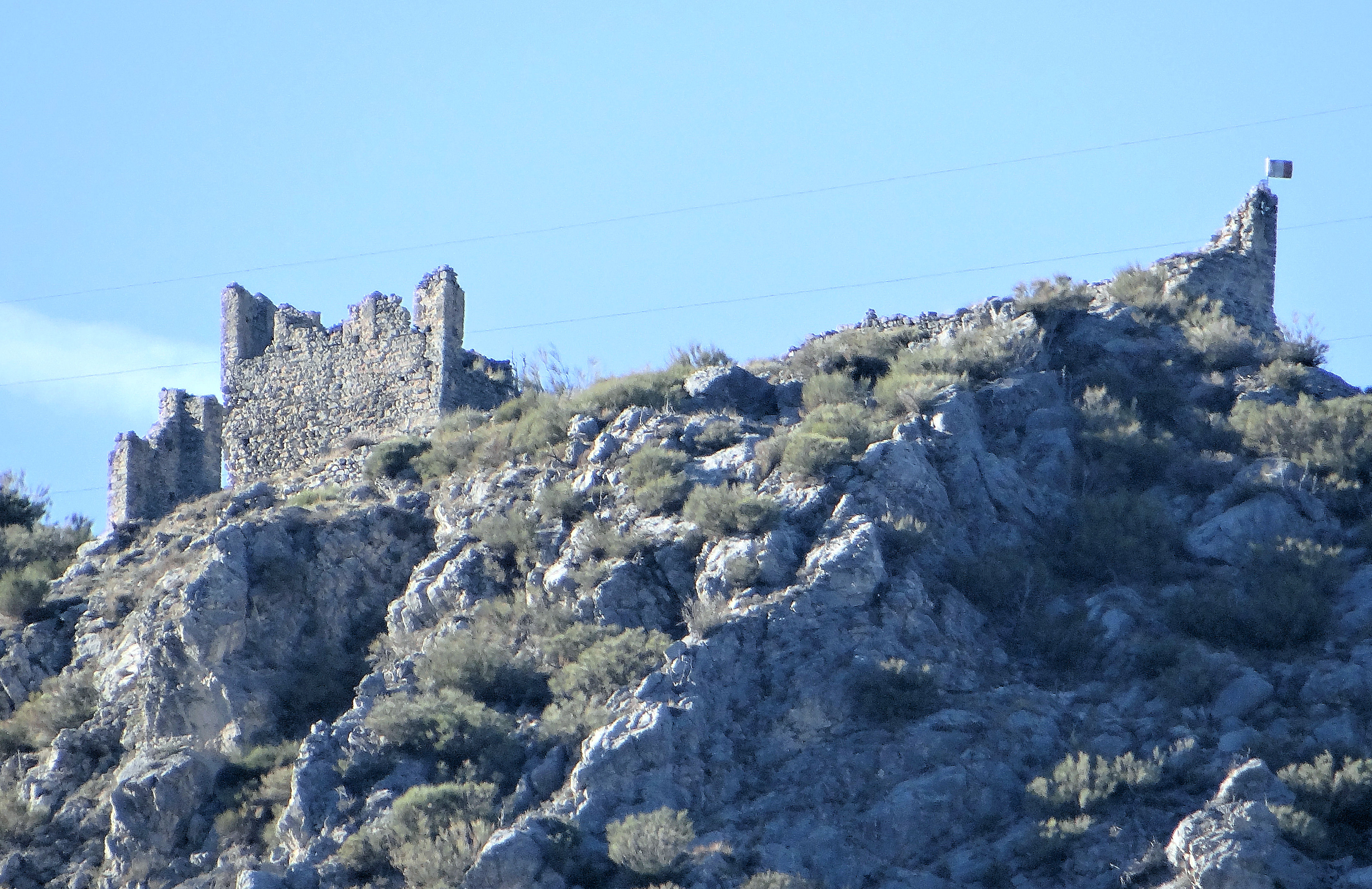
Les vestiges du château de Malemorte vus de Saorge.
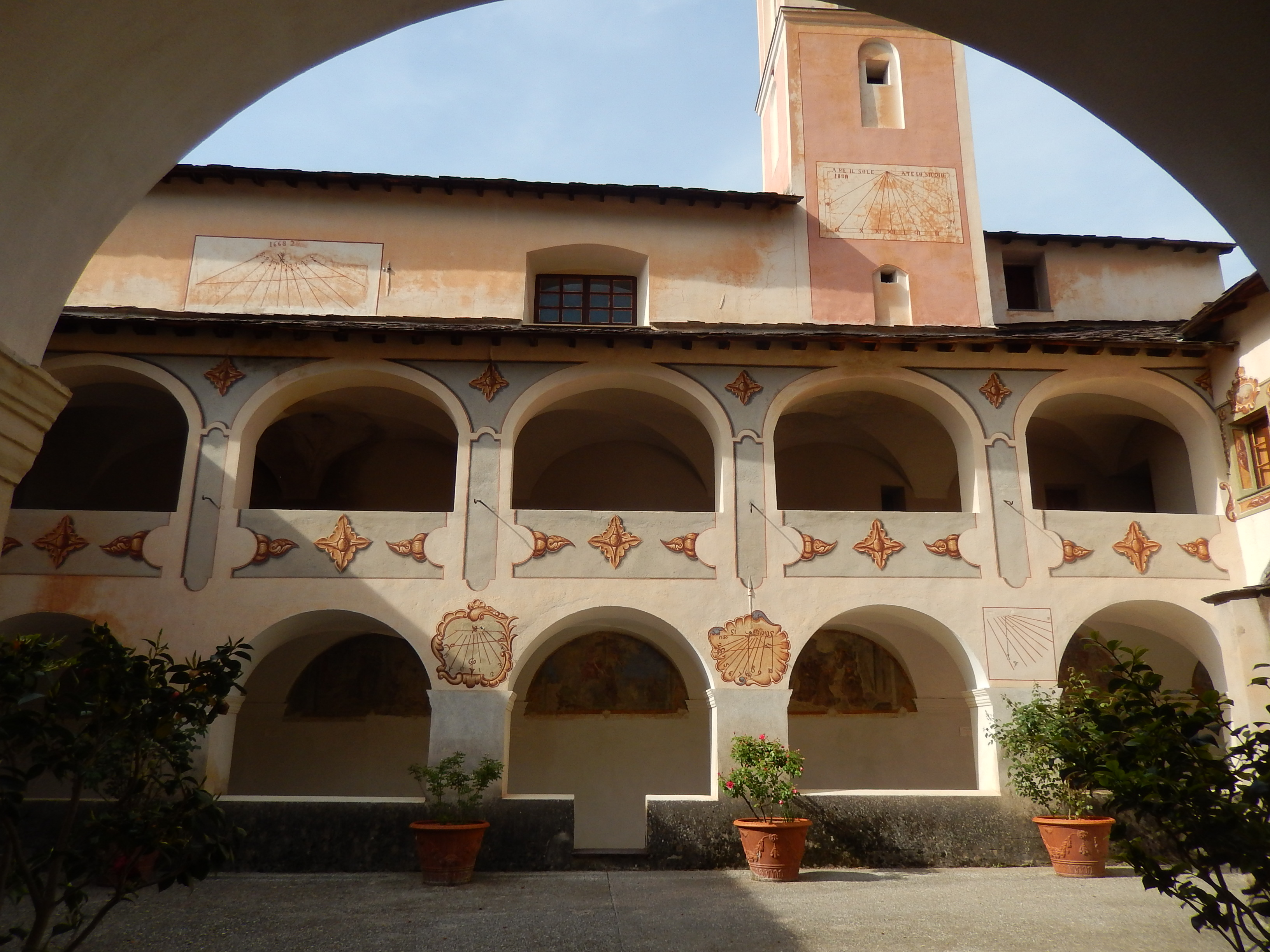
Le cloître avec quatre cadrans solaires.
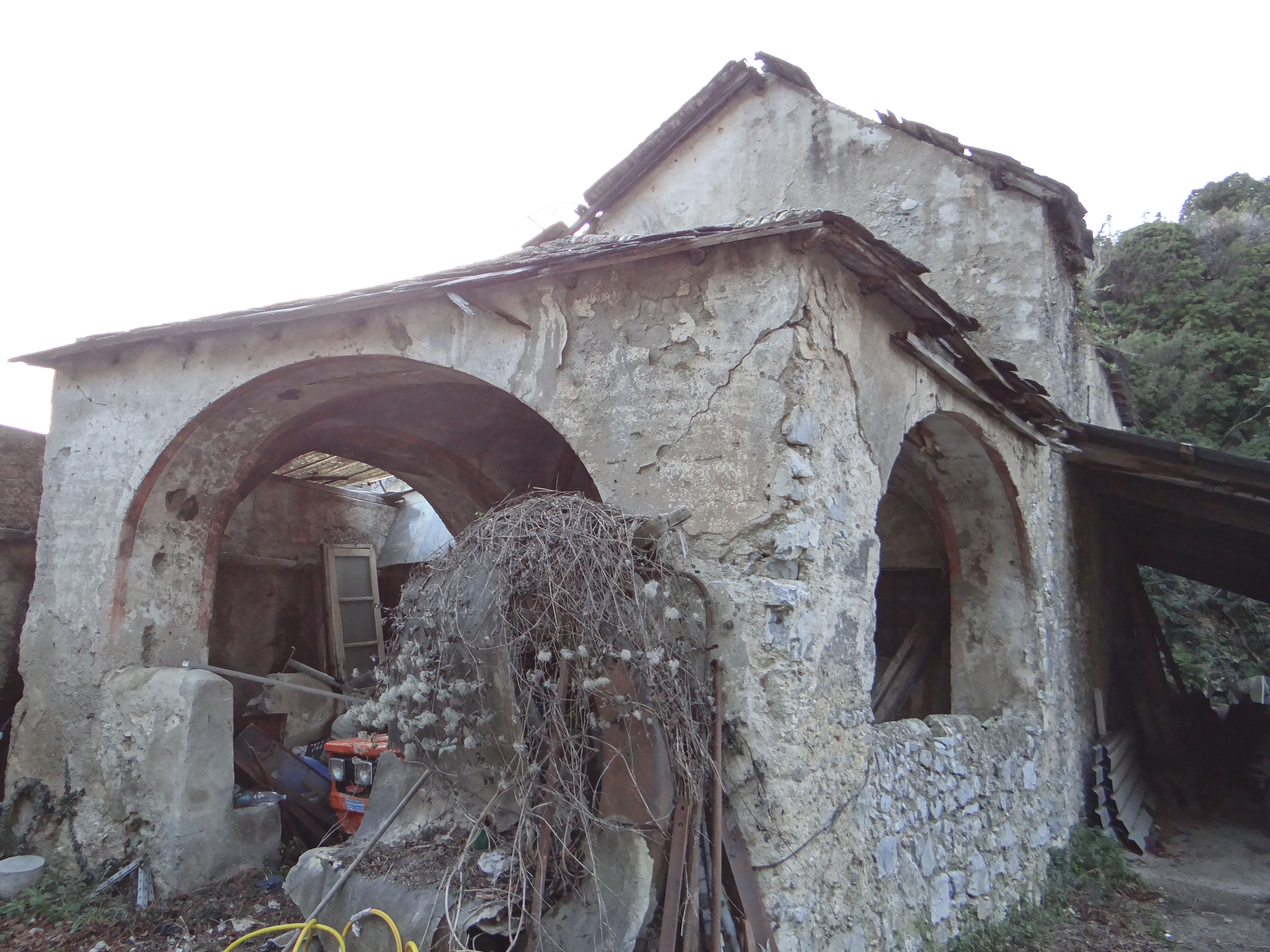
La chapelle Saint-Roch.
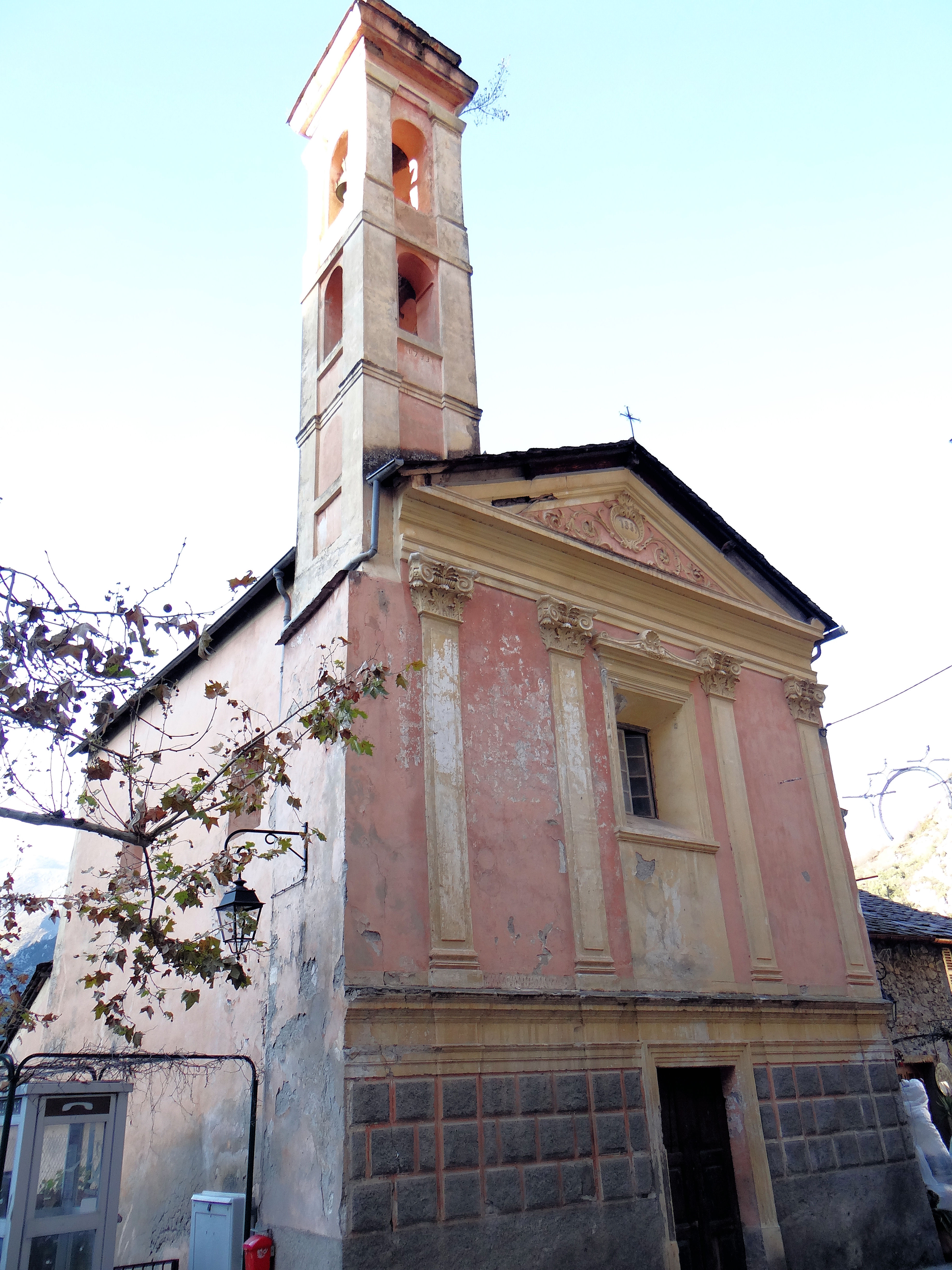
La chapelle des Pénitents rouges.
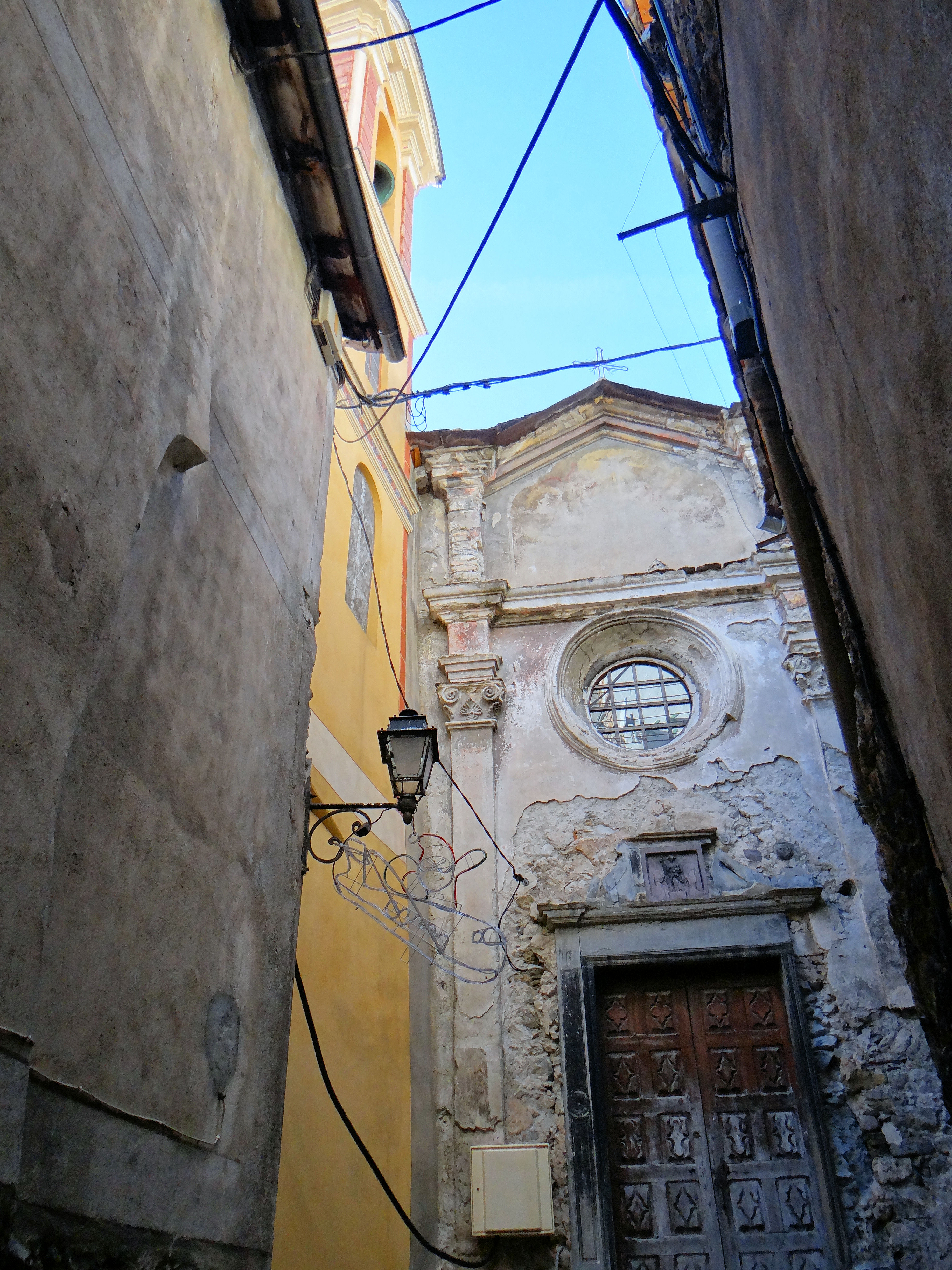
La chapelle des Pénitents blancs.
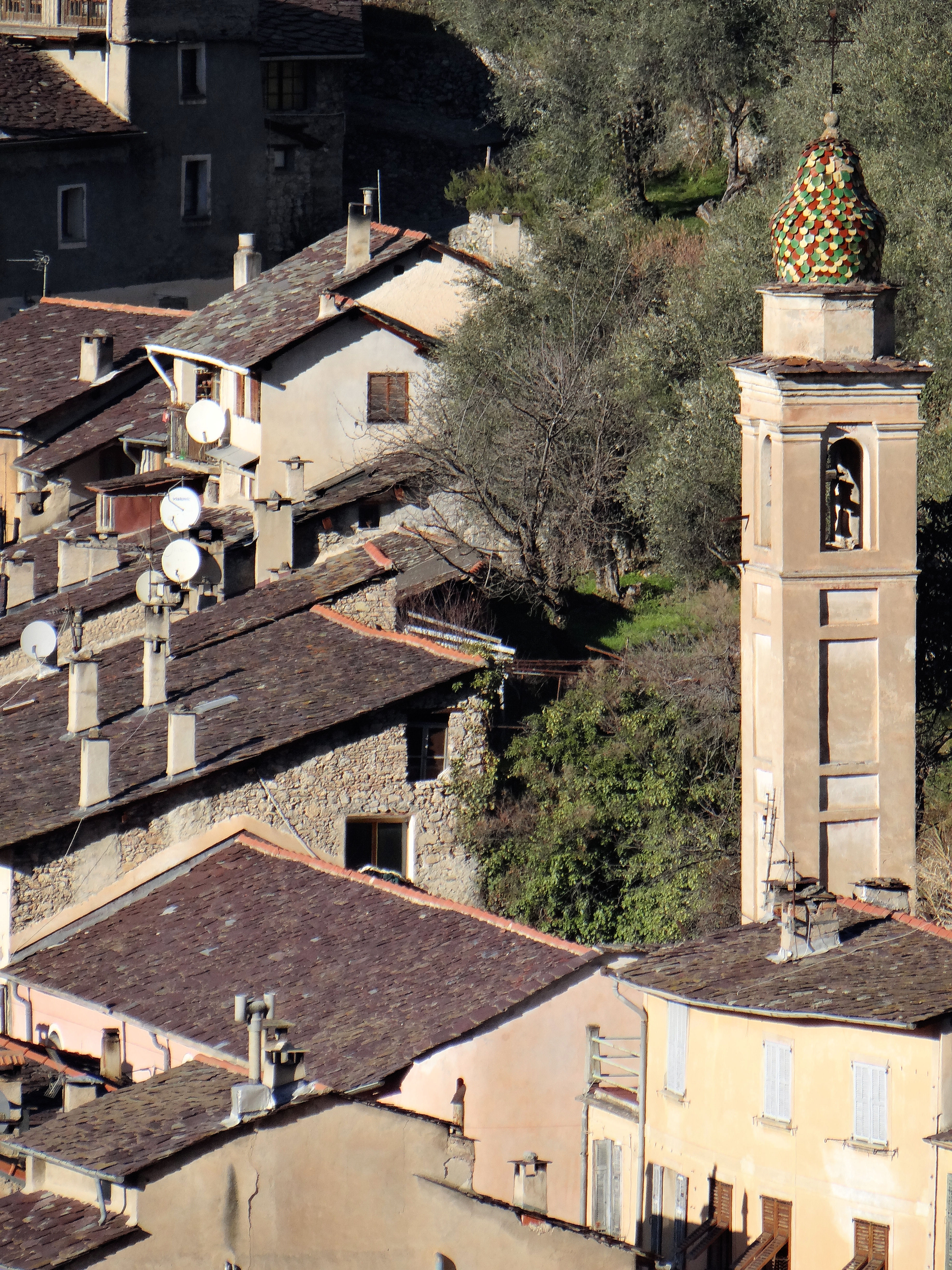
La chapelle des Pénitents noirs.

Patrimoine civil :
- Monuments commémoratifs :
  - Monument aux morts[83].
  - Plaque commémorative partisans italiens.
  - Plaque commémorant l'ouverture du chemin muletier par la maison de Savoie en 1592[84].
- Vestiges des fortifications[85]. Il reste quelques éléments du rempart qui protégeait Saorge. Le fort Saint-Georges, vestiges du château médiéval qui protégeait la vallée.
- Le pont du Diable sur le Cayros.
- Les vestiges du château de Malmorte (ou A Malamorte)[86], au sud-ouest. Il devait déjà exister une construction romaine sur le site comme l'a prouvé la découverte d'une pierre votive sur le site en 1680. Cette construction romaine devait servir à prévenir les incursions des Ligures de l'intérieur vers la côte.
- Lavoir contigu à la Fontana de Mèdge[87].
- Fontaina de Mèdge[88].

## Galerie

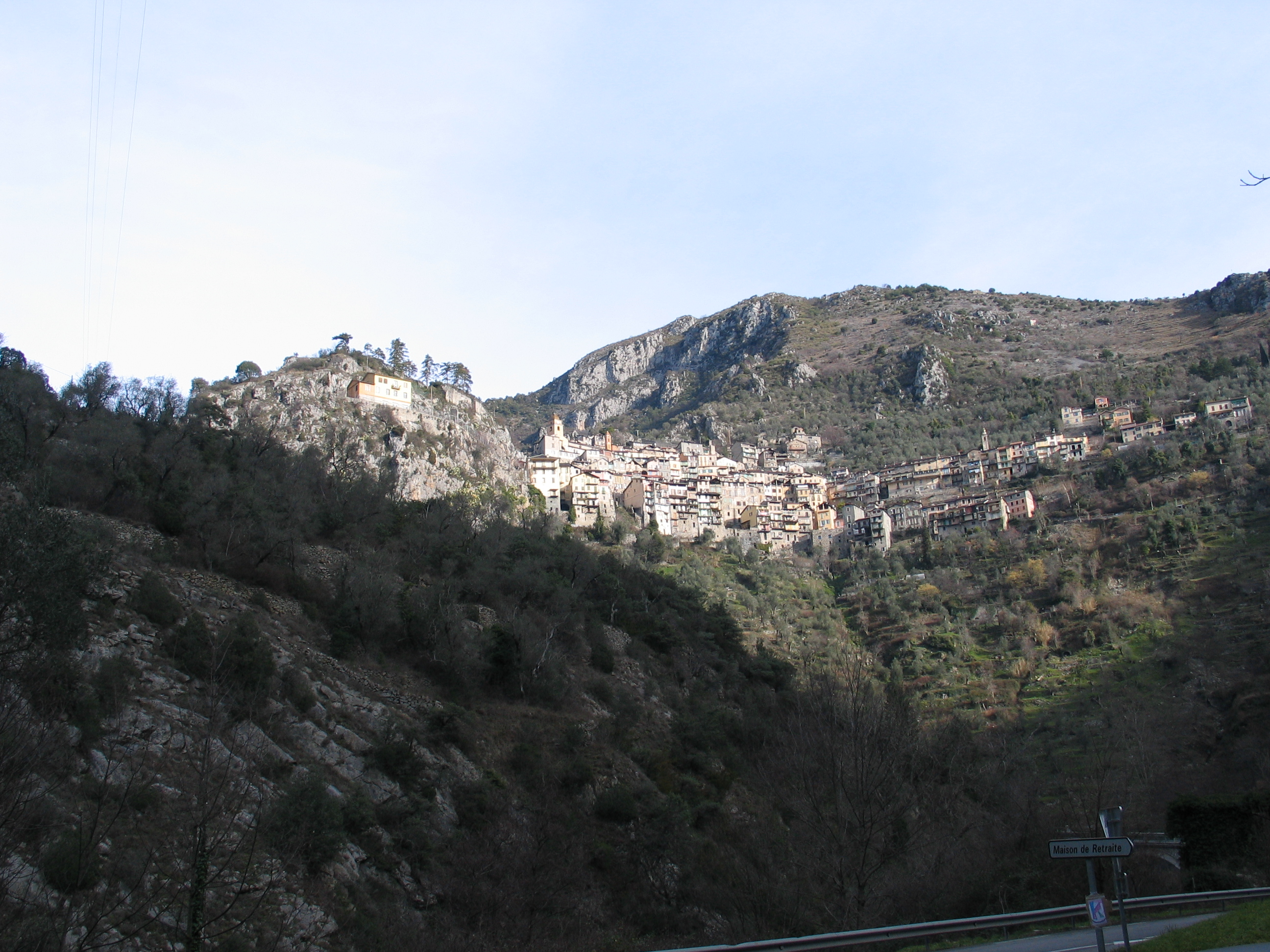
Vue de Saorge depuis la vallée de la Roya.
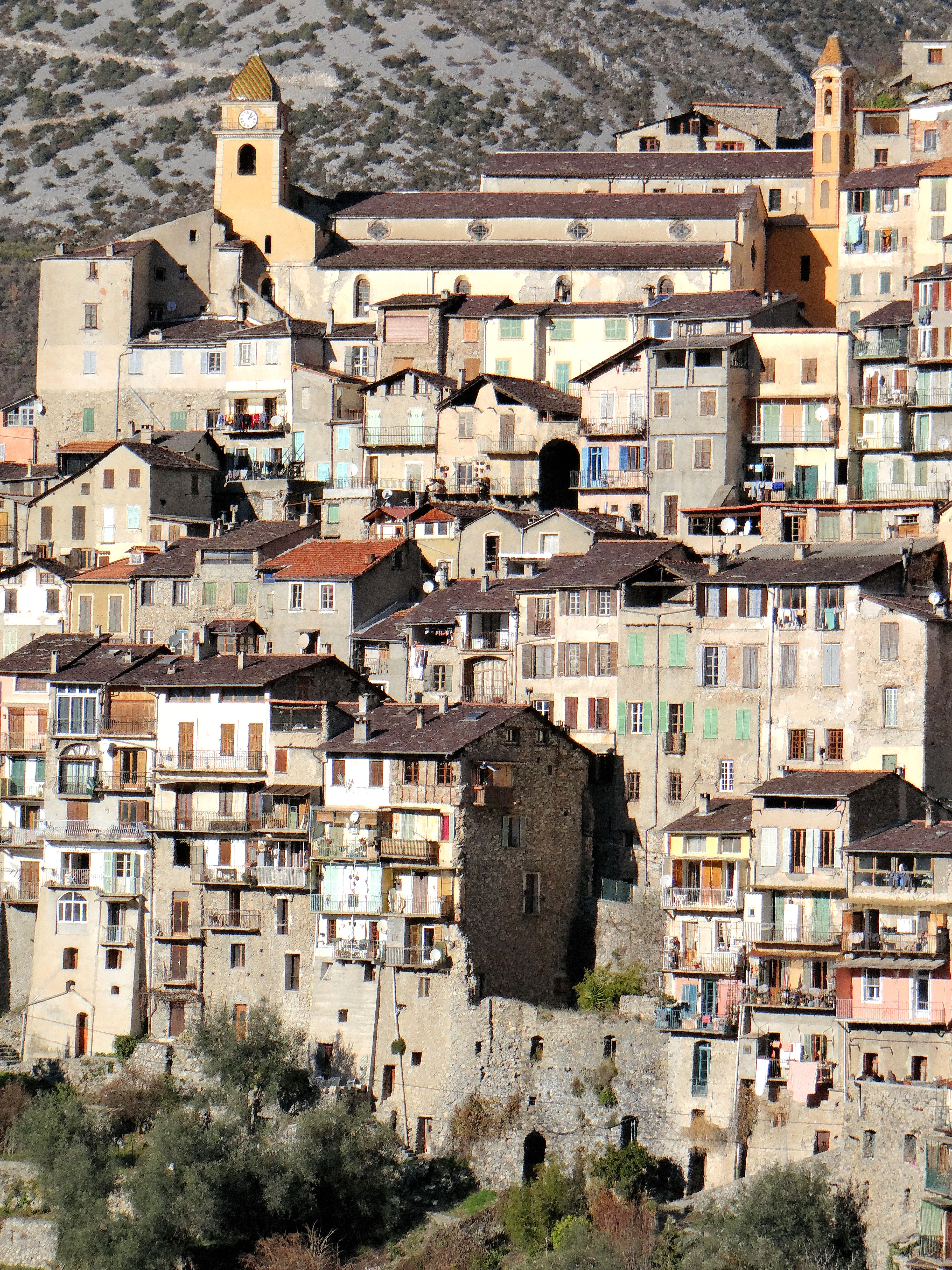
Étagement des maisons autour de l'église Saint-Sauveur et la chapelle des Pénitents blancs.
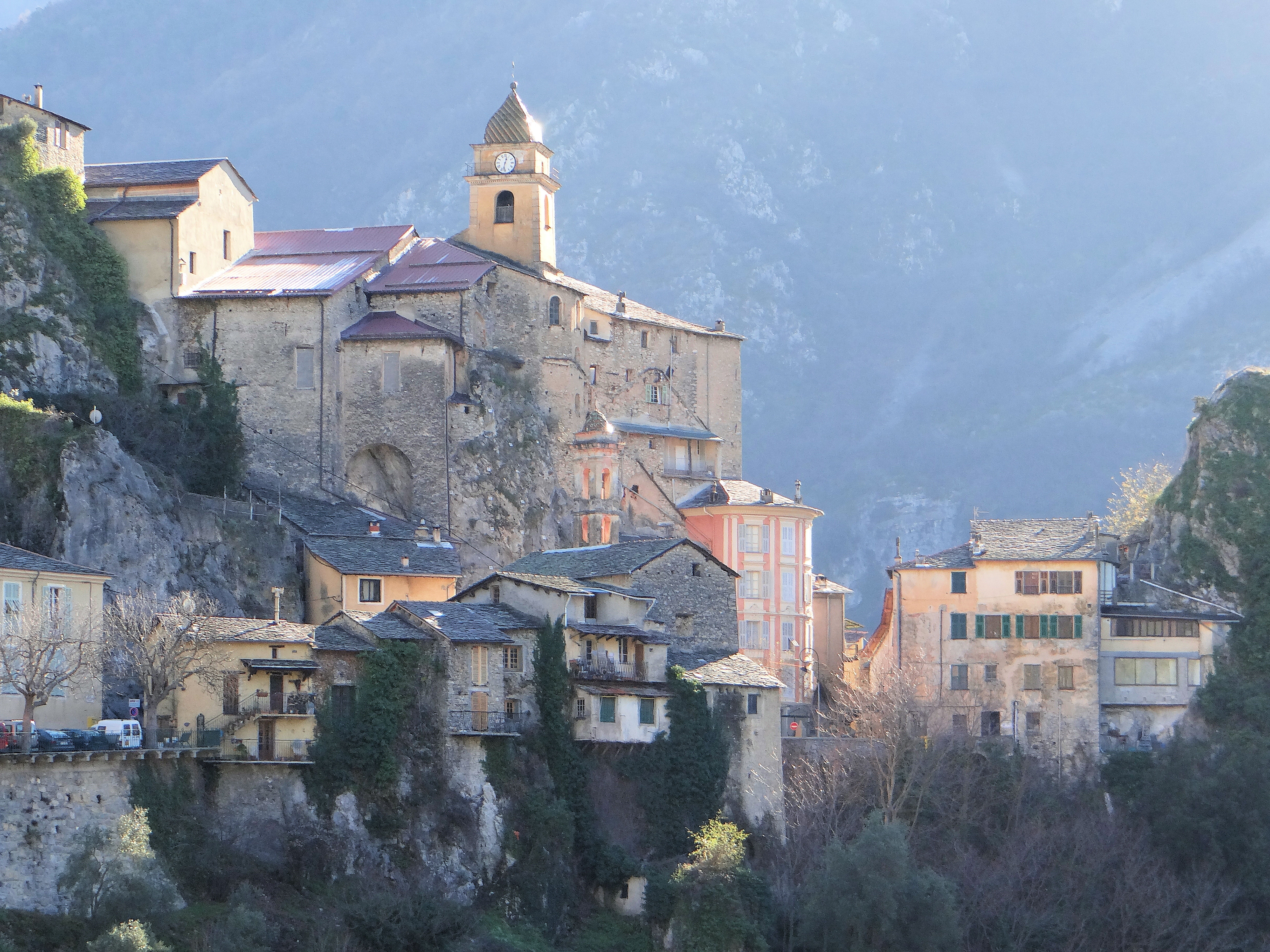
L'entrée nord du village avec le chevet de l'église Saint-Sauveur et la chapelle des Pénitents rouges.
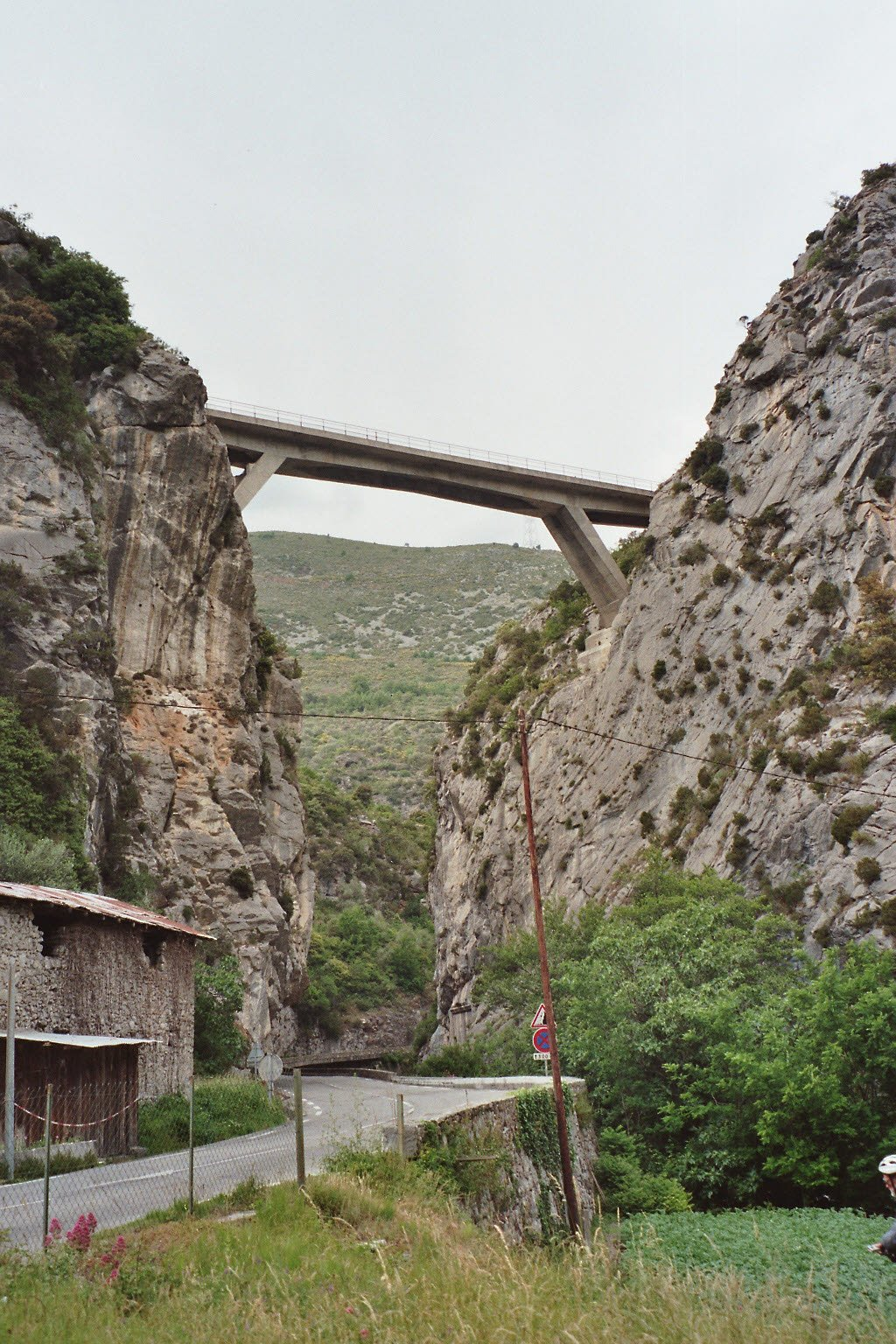
Le viaduc de Saorge de la ligne de chemin de fer vers Tende.

## Alentours
- Plaques commémoratives inscrites dans le roc et les parois rocheuses, sur la rive gauche de la Roya[89].
- Les gorges de Saorge et de Bergue.

## Personnalités liées à la commune
- Honoré Saorgin, célèbre médecin saorgien appelé auprès de l'ambassadeur de France à Turin puis de personnalités romaines (XVIIe)
- Giovanni Battista Audiffredi, érudit, mathématicien, naturaliste et astronome italien. Né à Saorge le 2 février 1714, il est décédé à Rome le 4 juillet 1794. Bibliothécaire de la Casanantaise puis célèbre astronome, chargé par le duc de Sermonetta de définir le méridien passant au palais Cantani. Il publiera le résultat de ses observations de Vénus et de la comète de Halley.
- Jean Baptiste Gaber (1730-1785), célèbre médecin qui devint médecin du roi de Sardaigne, Charles-Emmanuel.
- Téatin Pachiaudi (XVIIIe), bibliothécaire à Rome puis à Paris au service du duc de Choiseul.
- Loran Béru, guitariste de Bérurier noir
- Gaspard Toesca, peintre de la première moitié du XVIIe siècle, membre de l'assemblée communale en 1636. Il appartenait à une famille patricienne de Saorge qui avait fondé un autel dans l'église paroissiale. Il a peint une Sainte Trinité pour l'église Saint-Sauveur de Saorge[90]. Une autre peinture de lui se trouve dans l'église de La Roquette-sur-Var.
- Pietro Toesca (Pietra Ligure, Italie, 1877- Rome, Italie, 1962), historien de l'art.
- Michel Toesca, cinéaste.